# Ferdinand Marcos
Ferdinand Emmanuel Edralin Marcos (Sarrat, 11 settembre 1917 – Honolulu, 28 settembre 1989) è stato un politico, avvocato, militare e dittatore filippino, 10º presidente delle Filippine.
Nativo della città di Sarrat, nell'estremo nord del Paese, Marcos visse un'avventurosa giovinezza e studiò giurisprudenza all'Università delle Filippine. Affermò di aver partecipato alle attività anti-nipponiche tra il 1942 e il 1945 durante la seconda guerra mondiale e di aver svolto un ruolo fondamentale nel movimento di Resistenza filippina. Le sue 33 medaglie ottenute lo resero il soldato più decorato della storia filippina. Sulla base di queste esperienze che contribuirono ad incrementare la sua popolarità, iniziò la carriera politica: nel 1946 divenne assistente del primo Presidente della Repubblica indipendente delle Filippine, Manuel Roxas; fu quindi membro della Camera dei rappresentanti, il Parlamento filippino, dal 1949 al 1959 e successivamente entrò a far parte del Senato. Come senatore propose un elevato numero di leggi e divenne una delle figure di spicco del Partito Liberale. Vinse le elezioni presidenziali del 1965, 1969 e 1981, rimanendo in carica ininterrottamente dal dicembre 1965 al febbraio 1986. È stato il primo dei due unici presidenti filippini a rassegnare le dimissioni dalla massima carica dello Stato insieme a Joseph Estrada, nonché l'unico ad essere eletto per tre mandati.
Marcos avviò un ambizioso progetto di opere pubbliche e di intensificazione nella riscossione delle imposte che condusse il Paese verso un periodo di prosperità economica per tutti gli anni settanta. Dopo la sua prima rielezione, gli oppositori di Marcos bloccarono i suoi ambiziosi piani e la prosperità politica venne scossa con la graduale comparsa di una guerriglia comunista e un'altra musulmana; per fronteggiare l'aumento della criminalità e della disobbedienza civile e con la minaccia di un'insurrezione comunista guidata dai gruppi NPA e Partito Comunista delle Filippine, Marcos dichiarò la legge marziale il 21 settembre 1972 in virtù della Proclamazione n. 1081. Affermò che la legge marziale era il preludio per la creazione di un Bagong Lipunan (in italiano "Nuova Società") basata su nuovi valori sociali e politici. Mosso da una fede fortemente anti-comunista, il Presidente decretò la riduzione della libertà di stampa e di altre libertà civili, chiuse il Congresso e le aziende nel campo dei media, ordinò l'arresto dei leader dell'opposizione e gli attivisti militanti accusati di istigazione alla violenza, tra cui i senatori con lui più critici come Benigno Aquino Jr., Jovito Salonga e Jose Diokno. La proclamazione della legge marziale venne ben accolta inizialmente. Il tasso di criminalità diminuì profondamente dopo aver attuato il coprifuoco. Molti oppositori politici furono costretti all'esilio.
La legge marziale venne revocata ufficialmente il 17 gennaio 1981 e sei mesi dopo Marcos venne rieletto per un terzo mandato della durata di 6 anni. In seguito alla delicata situazione venutasi a creare dopo l'assassinio di Benigno Aquino nel 1983 e all'aumento dell'insoddisfazione popolare, iniziò il declino del governo Marcos, con la pressione da parte degli Stati Uniti (i quali da sempre avevano supportato il suo regime) che culminò con le elezioni anticipate nel febbraio 1986, dove il Presidente venne nuovamente dichiarato vincitore. La vedova di Benigno Aquino, Corazon Aquino, e i suoi sostenitori denunciarono i risultati ufficiali e diedero inizio a una pacifica sollevazione civile e militare. La rivoluzione del Rosario e le massicce e oramai incontrollabili proteste costrinsero Marcos ad abbandonare la presidenza il 25 febbraio 1986 e a partire con la moglie Imelda in esilio per le Hawaii, dove morì il 28 settembre 1989.
Figura estremamente polarizzante e spesso travisata, Ferdinand Marcos rimane uno dei presidenti più controversi della storia delle Filippine. Benché l'imposizione della legge marziale sia stata criticata e il suo regime sia stato accusato pesantemente di corruzione e di numerose violazioni dei diritti umani, nei suoi 20 anni al potere Marcos fu in grado di erigere più scuole, ospedali e infrastrutture di tutti i presidenti che lo precedettero messi assieme. Malgrado le centinaia di incriminazioni lanciate contro Marcos dopo la sua caduta, egli non fu mai giudicato colpevole. I coniugi Marcos, accusati di appropriazione indebita, furono assolti da un grand jury di Manhattan nel 1988. Sin da allora i loro figli Ferdinand Jr. ed Imee sono entrati a loro volta nello scenario politico del paese.

## Biografia

### La gioventù

#### L'infanzia e la famiglia

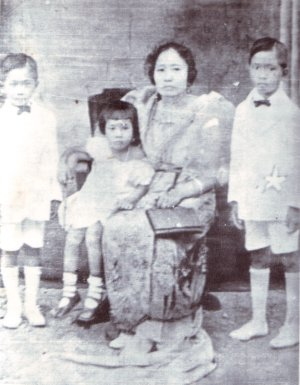
Ferdinand Marcos (a destra) in una fotografia di famiglia degli anni venti

Primo figlio dell'avvocato Mariano Marcos (Batac, 21 aprile 1897 – Bacnotan, 8 marzo 1945) e dell'insegnante Josefa Gustilio Edralin (Laoag, 15 febbraio 1893 – Manila, 4 maggio 1988), nacque l'11 settembre 1917 a Sarrat, una piccola cittadina nella regione di Ilocos Norte. Fu inizialmente battezzato nella Chiesa filippina indipendente. Entrambi i suoi genitori provenivano da note famiglie del luogo.
I genitori scelsero il nome Ferdinand per rendere omaggio all'omonimo re di Spagna. Marcos aveva lontane ascendenze spagnole e cinesi. I suoi antenati materni ricoprirono la carica di capi di barangay (cabeza de barangay) durante il periodo del colonialismo spagnolo. Suo nonno materno, Fructuoso Edralin, era un ricco proprietario terriero che possedeva appezzamenti di circa 320 acri (130 ettari); Edralin vendette una parte dei suoi terreni alla famiglia della moglie, i Quetulio, di etnia sinofilippina. Il suo bisavolo paterno, invece, era figlio illegittimo di un giudice di provincia spagnolo. Più tardi, Ferdinand rivendicò inoltre la sua discendenza da Antonio Luna, generale e rivoluzionario durante la guerra filippino-americana, e da un pirata del XV secolo che si diceva avesse solcato il Mar Cinese Meridionale.
Suo padre Mariano era un gran ammiratore di Gregorio Aglipay, fondatore della Chiesa filippina indipendente, e Marcos fu cresciuto seguendo il modello di vita Aglipayano. La madre Josefa, invece, era credente e lo fece ribattezzare in una Chiesa cattolica all'età di tre anni. Ferdinand trascorse la propria infanzia sotto le rigide regole del padre, il quale era ritenuto dalla moglie una persona severa ma allo stesso tempo molto comprensiva. Quest'ultimo era cresciuto seguendo un rigido codice di disciplina che a sua volta passò ai suoi figli, imprimendo in loro in primo luogo i valori di responsabilità e di obbedienza. Il padre ebbe una grande influenza nel processo di formazione caratteriale di Marcos, il quale sviluppò una personalità competitiva col passare del tempo. Oltre alla sua educazione scolastica, infatti, l'altro interesse dei genitori di Marcos era quello di spingere il figlio ad eccellere in qualsiasi competizione. Nel 1925 suo padre Mariano divenne membro del Congresso e la famiglia Marcos ebbe ben presto a che fare con l'atmosfera politica.
Marcos era un bambino intelligente e dimostrò capacità intellettuali impressionanti rispetto alla media. Secondo alcune affermazioni della madre, Ferdinand memorizzò l'alfabeto filippino assistendo alle sue lezioni in classe ed imparò ben presto a scrivere il proprio nome. Dedito alla lettura, apprese sin da giovane l'inglese e lo spagnolo ed ereditò dal padre la passione per sport da combattimento come il pugilato, oltre che interesse verso il tiro a segno. Tale passione gli permise di vincere diverse competizioni di tiro a segno in età adolescenziale, mentre il fratello minore Pacifico divenne anch'egli esperto di pistole.

#### Gli studi, l'arresto e l'attività militare
Dal 1923 al 1929 frequentò tre scuole elementari. Venne iscritto dapprima nella Sarrat Central School, poi nella Shamrock Elementary School a Laoag e infine nella Ermita Elementary School di Manila; i continui cambiamenti erano dovuti all'ascesa politica del padre, che nel frattempo era diventato membro del Congresso filippino. Proseguì i suoi studi nella capitale. Il 20 settembre 1935, il giorno dopo la sconfitta di Mariano per un posto nell'Assemblea Nazionale filippina a favore di Julio Nalundasan, quest'ultimo venne ritrovato morto nella sua abitazione. Mariano, Ferdinand, Pio Marcos, e il suo cognato Quirino Lizardo vennero accusati dell'assassinio nel 1939 ed arrestati. Secondo due testimoni, i quattro avevano cospirato di uccidere Nalundasan ed eventualmente fu Ferdinand ad ucciderlo, colpendolo con un'arma da fuoco. Nel gennaio 1939 gli venne negata la libertà su cauzione e nell'autunno del medesimo anno vennero condannati. Ferdinand e Lizardo vennero condannati alla pena di morte per omicidio premeditato, mentre Mariano e Pio vennero giudicati colpevoli di oltraggio alla corte. La famiglia Marcos presentò appello al Tribunale Supremo Filippino, il quale revocò la condanna e assolse tutti i sospettati il 22 ottobre 1940.
Studiò giurisprudenza nell'Università delle Filippine. Marcos eccelleva in entrambe le attività curriculari ed extra-curriculari, e diventò un membro importante delle squadre di nuoto, boxe e wrestling dell'università. Fu anche un oratore abile e prolifico e svolse l'attività di scrittore per il giornale studentesco. Divenne quindi un membro dell'Unità ROTC dell'Università delle Filippine, dove incontrò i futuri membri del suo governo e comandanti delle forze armate. Cominciò ad esercitare l'avvocatura a Manila e nel 1937 divenne membro della confraternita studentesca Upsilon Sigma Phi. Era in possesso di una memoria eidetica, che esibiva memorizzando testi complicati, come la Costituzione del 1937, ed esponendone i contenuti ripetutamente senza alcun ausilio. Si iscrisse agli esami di Stato del 1939, ricevendo un punteggio quasi perfetto e laureandosi con menzione cum laude, nonostante il fatto che fosse incarcerato durante quel periodo. Fu proprio all'Università delle Filippine che Marcos conobbe Benigno Aquino Jr., divenuto membro della confraternita nel 1950. Nel corso di tutta la sua vita Marcos rimase un fedele membro dell'Upsilon Sigma Phi. Poco dopo essere stato scarcerato, Marcos prestò giuramento dinanzi alla Corte Suprema delle Filippine per poter esercitare la professione di avvocato.
Marcos ebbe le sue prime esperienze di servizio militare nel 1937, quando fu nominato luogotenente all'interno delle Guardie di pubblica sicurezza o Philippine Constabulary. Allo scoppio della Seconda guerra mondiale si unì alle forze dell'esercito filippino per combattere l'occupazione giapponese del paese. Divenne quindi ufficiale dell'esercito. Poche ore dopo l'attacco di Pearl Harbor dell'8 dicembre 1941, le truppe giapponesi iniziarono a bombardare anche diverse zone delle Filippine, come ad esempio la base aerea di Clark. Nel medesimo giorno l'armata imperiale iniziò la sua invasione sbarcando sull'isola di Batan e due giorni dopo su più fronti tra cui Provincia di Camiguin, Vigan, Aparri e Gonzaga. Marcos dichiarò di aver combattuto a Bataan e quattro mesi dopo l'invasione giapponese fu uno dei 78.000 soldati ad arrendersi alle truppe nipponiche. Fece quindi parte della marcia della morte di Bataan e ne fu uno dei sopravvissuti. Dopo essere stato rilasciato, venne reincarcerato a Fort Santiago. Riuscì a fuggire dopo un breve periodo di prigionia e più tardi avrebbe dichiarato di aver svolto un ruolo essenziale nel movimento di resistenza filippina, guidando una guerriglia di circa 9.000 uomini nota come Ang Maharlika (in italiano "La nobile") nel nord di Luzon durante il secondo conflitto mondiale: cosa che contribuì in buona misura al suo futuro politico, sebbene in seguito al suo fallimento si fosse dimostrato che egli aveva a malapena partecipato alle attività anti-nipponiche tra il 1942 e il 1945. Archivi militari della United States Army confermarono la partecipazione in guerra di Marcos a fianco delle forze statunitensi dal dicembre 1941 all'aprile 1942 e dal dicembre 1944 al termine del conflitto. Marcos divenne uno degli ufficiali più noti e una delle sue battaglie più famose fu quella di Bessang Pass, sebbene anche in questo caso ci siano molte discussioni riguardo alla veridicità delle sue affermazioni. Ciononostante, per i suoi contributi durante il conflitto mondiale, gli vennero conferite 33 medaglie, che lo resero il soldato più decorato della storia filippina, e fu dunque incluso nella lista dei veterani di guerra. Benché le sue esperienze militari siano state messe in discussione da diversi critici, l'effettiva esistenza della Maharlika fu sostenuta dal comandante Narciso Ramos.
Successivamente Marcos affermò di aver ammassato diverse quantità d'oro durante il suo periodo da militare, avendo svolto attività di ricerca nel corso delle campagne anti-nipponiche. Sebbene tali tesi non siano mai state confermate ufficialmente, più tardi le affermazioni di Marcos furono supportate dalle parole della futura moglie Imelda Romuáldez, la quale disse che suo marito era già in possesso di enormi quantità di denaro ancora prima del loro incontro nel 1953.

### L'ascesa politica

#### Membro del Congresso (1949–1959)
(Da un discorso del 1949, rilasciato durante la sua candidatura a membro del Congresso)

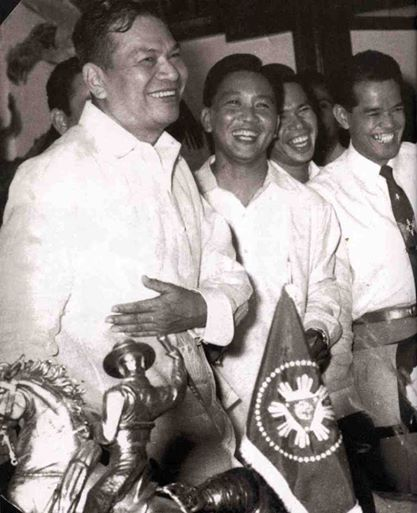
L'allora deputato Marcos incontra il Presidente delle Filippine Ramón Magsaysay

Al termine del secondo conflitto mondiale, Marcos ritornò ad esercitare la professione di avvocato. Dichiarò di aver preso parte a processi di diverse società minerarie filippine, che presumibilmente lo avrebbero ulteriormente arricchito.
Dopo la dichiarazione d'indipendenza delle Filippine nel 4 luglio 1946, il Congresso filippino venne creato. Nel 1946 diventò assistente del primo Presidente della Repubblica indipendente delle Filippine, Manuel Roxas. Marcos iniziò dunque la sua ascesa politica: si candidò per il Congresso e venne eletto per tre volte come membro della Camera dei Rappresentanti, occupando tale posizione per dieci anni, dal 1949 al 1959. Durante la presidenza di Ramón Magsaysay, Marcos venne nominato Presidente del Comitato della Camera per il commercio e l'industria. Più tardi divenne membro di un Comitato di cui facevano parte anche il Presidente Diosdado Macapagal, il vicepresidente Emmanuel Pelaez e il sindaco della città di Manila, Arsenio J. Lacson. Nel corso degli anni fece anche parte di altri numerosi comitati del governo filippino.
Nel 1954 si sposò con Imelda Marcos che fu sempre la sua principale consigliera.

#### L'ingresso nel Senato (1959–1965)

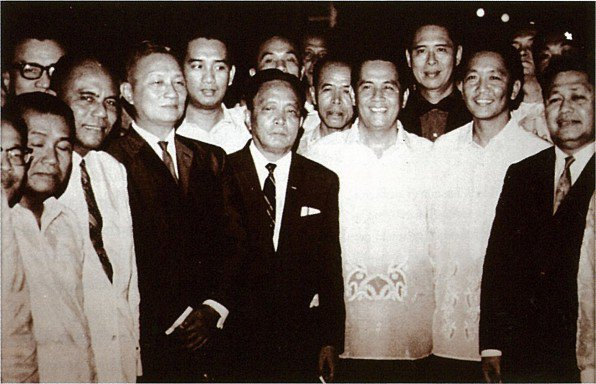
Il Presidente Diosdado Macapagal al fianco di Marcos (secondo da destra) nel 1963

Dopo la sua lunga esperienza nel Congresso durata dieci anni, Marcos decise di ambire a posizioni più elevate e si candidò con successo alle elezioni del Senato nel 1959 dove ottenne il più alto numero di voti. Ricevette ufficialmente tale carica il 30 dicembre 1959. Nel 1960, durante l'amministrazione di Carlos P. Garcia, divenne leader della minoranza del Senato. Più tardi Marcos venne nominato vicepresidente esecutivo del Partito Liberale e infine presidente del medesimo gruppo dal 1961 al 1964. Durante questo periodo Marcos era diventato rapidamente una delle figure più note del Partito Liberale. Ciò nonostante la sua carriera politica fu considerata controversa, sia prima che dopo l'elezione a capo del Senato.
Nel 1961 supportò la candidatura a presidente di Diosdado Macapagal e gestì la sua campagna presidenziale. Macapagal vinse le elezioni sconfiggendo il Presidente in carica Carlos P. Garcia, il quale stava perdendo popolarità a causa di diverse controversie. Dal 1963 al 1965 Marcos ricoprì anche il ruolo di presidente del Senato, collaborando strettamente con il Segretario della difesa filippino Eulogio B. Balao. Marcos propose al Senato un elevato numero di disegni di legge, molte delle quali divennero eventualmente leggi.
Nel corso degli ultimi anni da Senatore, nutrì un interesse sempre più profondo riguardo alle sue possibilità di diventare Presidente. Macapagal era uno dei più stretti collaboratori di Marcos e aveva promesso di pubblicizzare la candidatura di quest'ultimo nel 1965. Inizialmente era deciso a non ricandidarsi, ma le sue intenzioni cambiarono e così si presentò alle elezioni del 1965 con l'obbiettivo di continuare le riforme che aveva attuato. Marcos decise comunque di candidarsi alla più alta posizione del governo e il 30 dicembre 1965 vinse le elezioni presidenziali sconfiggendo Macapagal. Fu Senatore per un totale di 6 anni, ricoprendo la posizione sino al 30 dicembre 1965. Rimane tuttora l'ultimo capo del Senato ad essere diventato Presidente.

### Candidatura alla presidenza delle Filippine

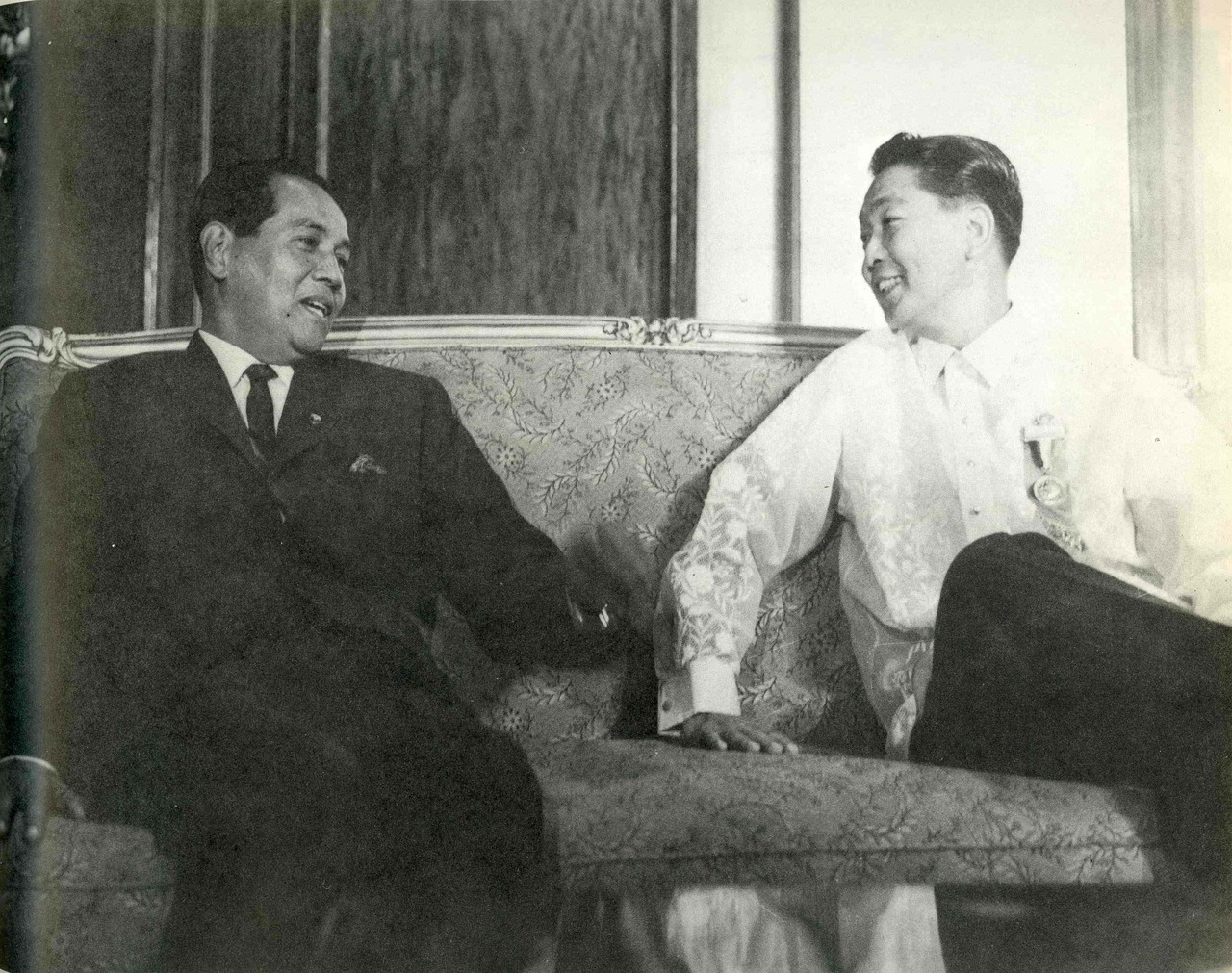
Il Presidente uscente Diosdado Macapagal e Marcos pochi istanti prima della cerimonia di inaugurazione, 30 dicembre 1965

Marcos si era guadagnato un grande prestigio nel Partito Liberale fondato da Roxas ed era diventato una delle figure più carismatiche del gruppo. Deciso a diventare il prossimo Presidente, Marcos non riuscì ad ottenere il supporto del Partito Liberale, che aveva deciso di favorire l'inaspettata ricandidatura di Macapagal. Forgiò quindi una nuova alleanza con il Partito Nazionalista delle Filippine e riuscì ad essere nominato candidato alla presidenza del 1965, dove si confrontò con Macapagal.
Nonostante le diverse riforme attuate dall'amministrazione di Macapagal, la povertà rimase uno dei problemi principali del paese. Costruitosi nel corso degli anni una forte immagine pubblica, Marcos ottenne l'appoggio delle classi più povere, insoddisfatte delle innovazioni proposte dal governo. Conseguentemente Marcos intensificò la propria attività di campagna soprattutto nelle regioni più colpite dalla povertà. Notevole fu inoltre il supporto morale e politico dato dalla moglie Imelda, in particolare nelle campagne presidenziali a Visayas, regione d'origine della famiglia Romuáldez. Marcos ottenne supporto consistente in quasi la totalità di Luzon e nella maggior parte di Visayas, mentre nella regione di Mindanao rimase piuttosto impopolare e gli era preferito Macapagal.
Il 9 novembre 1965, Marcos vinse le elezioni presidenziali ottenendo 3,861,324 voti, pari al 51,94% delle preferenze, e sconfiggendo il Presidente in carica nonché candidato liberale Diosdado Macapagal.
Il 30 dicembre, con la cerimonia di insediamento presso il Quirino Grandstand di Manila, Marcos divenne ufficialmente il 10º Presidente delle Filippine.

### La presidenza

#### Primo mandato (1965–1969)

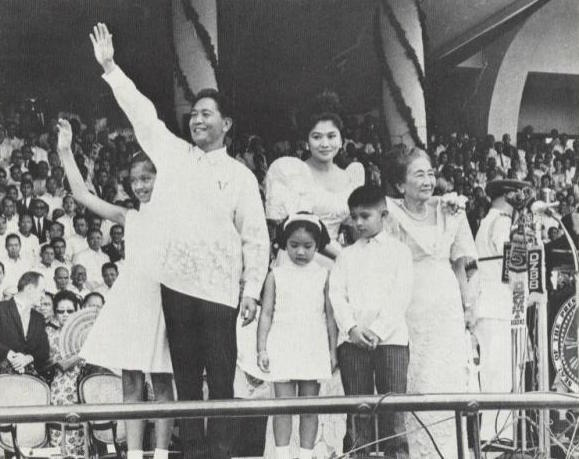
L'inaugurazione di Marcos

Durante il suo primo mandato, favorì diverse riforme in campo agricolo, industriale ed educativo. Accompagnato da un'onda di speranza, nel suo discorso inaugurale rivelò propositi incoraggianti, con queste parole:
Nel suo primo discorso sullo stato della Nazione (SONA), Marcos rivelò un ambizioso progetto di opere pubbliche, di riforme politiche e di intensificazione nella riscossione delle imposte. Il Presidente ordinò l'immediata costruzione di strade, ponti e opere pubbliche, che comprendeva 16 000 km di strade d'accesso, circa 30 000 metri lineari di ponti permanenti, un generatore con una potenza elettrica di un milione di kilowatt (1.000.000 kW), e dei servizi idrici destinati a otto regioni e 38 località. Egli esortò anche alla rivitalizzazione della magistratura e al miglioramento della difesa nazionale, nonché alla lotta contro il contrabbando, la criminalità e la corruzione nel governo. Per il raggiungimento di tali obbiettivi, Marcos mobilizzò la manodopera e le risorse delle Forze Armate Filippine (AFP) all'azione, per integrare le agenzie civili in attività come la costruzione di infrastrutture; pianificazione economica e dell'esecuzione del programma; pianificazione regionale e industriale di siti edilizi e conseguente sviluppo; sviluppo della comunità. L'impiego di tecnocrati in posizioni chiave e la mobilitazione della AFP per le azioni civiche portò alla crescente integrazione funzionale di élite civili e militari. Il complesso di infrastrutture e monumenti costruiti durante questo periodo divenne noto con il nome di "edifice complex".

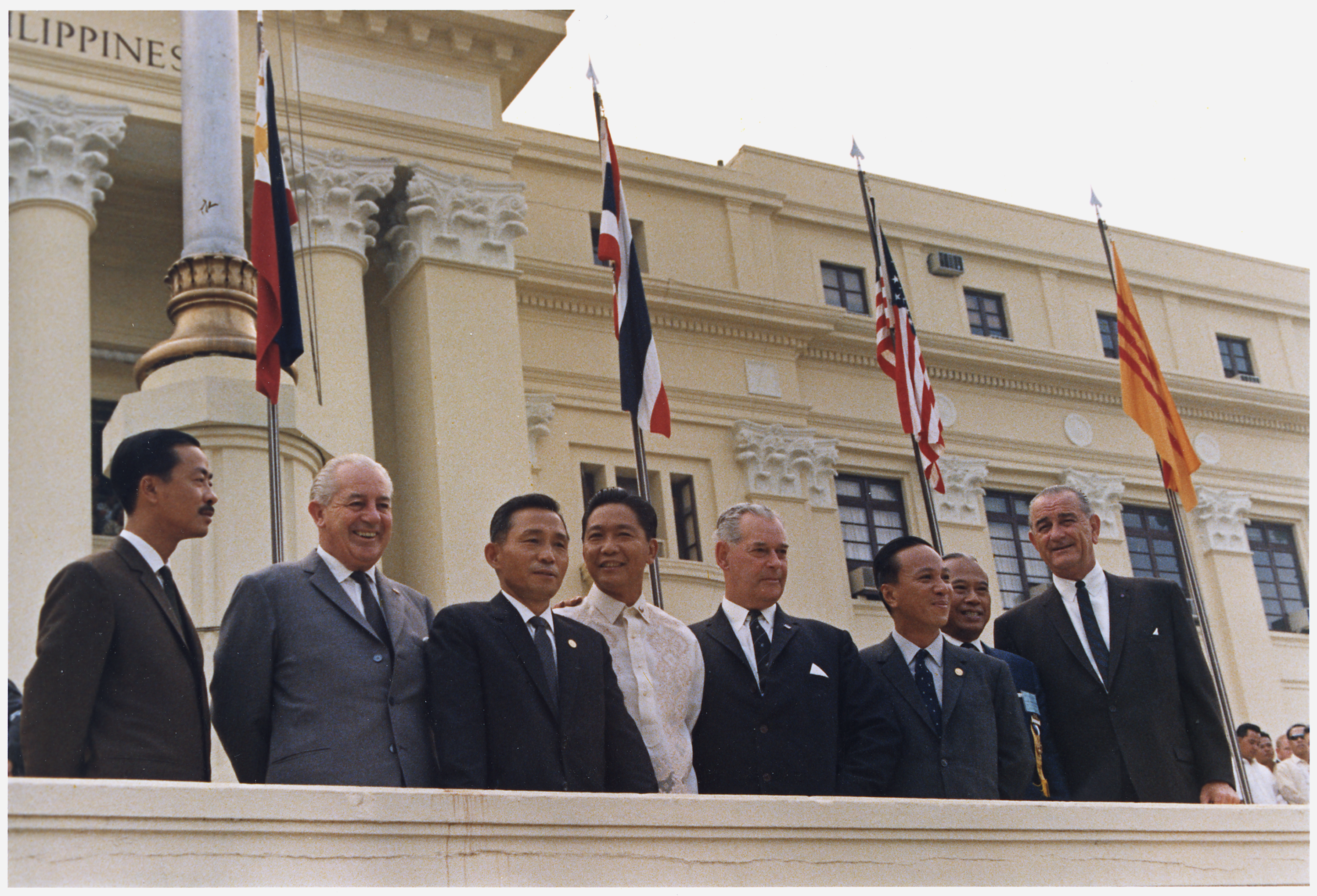
Marcos e i principali esponenti della SEATO a Manila il 24 ottobre 1966

Sin dalla sua elezione al 1983, Marcos intraprese un rapporto solido e di reciproco supporto con gli Stati Uniti. Tuttavia va considerato che nel pieno della guerra fredda con l'Unione Sovietica, le Filippine occupavano per gli Stati Uniti una posizione geopolitica strategica e rappresentavano una nazione in grado di mantenere saldo il controllo sulle rispettive sfere di influenza, offrendo al contempo la possibilità di tenere sotto controllo l'espansionismo cinese e sovietico. Il Capo di Stato filippino costituiva perciò una "garanzia" per la nazione americana. Nel 1966, in una visita nel paese del Presidente Lyndon Johnson, quest'ultimo definì Marcos come "il suo braccio destro nell'Asia".
Per la sorpresa generale, poco dopo essere diventato Presidente, Marcos spinse per la partecipazione delle Filippine nella Guerra del Vietnam. Marcos aveva espresso disapprovazione nei confronti del comunismo e chiese al Congresso di approvare la spedizione di truppe a combattere in sostegno del Vietnam del Sud. Contrariamente, quando il suo predecessore Diosdado Macapagal propose nel biennio 1964-1965 l'invio di truppe in Vietnam fu Marcos a guidare gli oppositori a questa iniziativa, sulla base di motivazioni legali e morali. Nonostante critiche al suo nuovo piano, il governo Marcos ottenne il consenso dal Congresso e il Presidente spedì oltre 10.000 soldati sotto il controllo del gruppo di azione civica filippino (PHILCAG). Le operazioni, che consistevano principalmente in sostegno e aiuto dei civili, vennero effettuate tra il 1966 e il 1970. Fidel Ramos, cugino di secondo grado di Marcos, fece parte di queste truppe.
Nonostante le proprie posizioni anticomuniste, l'11 settembre 1968 concesse l'indulto a Luis Taruc, noto leader della guerriglia dell'Hukbalahap che divenne una forza di resistenza contrapposta all'ideologia filo-occidentale dopo l'indipendenza delle Filippine. In tal modo ottenne il supporto del comandante dell'esercito rivoluzionario.
Durante il suo primo mandato, Marcos cercò di risolvere anche le dispute territoriali riguardo Sabah, stato ricco di risorse naturali. Le Filippine rivendicavano la parte orientale di Sabah sulla base del fatto che in precedenza questo territorio apparteneva al Sultanato di Sulu, che un tempo comprendeva le zone meridionali dell'arcipelago. La sovranità al Sultanato di Sulu, tuttavia, non era riconosciuta ufficialmente e la Malaysia dichiarò che le rivendicazioni filippine non avevano solide basi. Ciononostante, durante questo periodo Marcos ordinò che le mappe filippine includessero anche il territorio di Sabah. Nel 1967 il Presidente pianificò l'Operazione Merdeka, un'infiltrazione militare di truppe filippine nel Nord del Borneo che aveva anche come scopo l'aumento del discontento nei gruppi etnici di Sabah, rispettivamente i Tausug e i Sama, i quali condividevano stretti legami etnici e culturali con i filippini. Tuttavia l'Operazione Merdeka non venne mai finalizzata, anche a causa del massacro di Jabidah, un presunto (però mai confermato ufficialmente) incidente nel quale vennero uccisi diversi musulmani di etnia Moro. Questi diedero inizialmente il proprio supporto all'operazione e accettarono di infiltrarsi nel territorio malese in campo di denaro ma in seguito al loro mancato pagamento si ribellarono e decisero infine di sottrarsi dalla missione. Il massacro di Jabidah diede inizio al discontento di gran parte dei Moro nei confronti della presidenza di Marcos e l'incidente favorì la graduale formazione di una guerriglia musulmana, il Fronte di Liberazione Nazionale Moro (MNLF) guidato da Nur Misuari. Nel corso degli anni all'interno dell'MNLF si verificò un conflitto di ideali, che culminò in una scissione e successiva comparsa di un altro gruppo estremista, il Fronte di Liberazione Islamico Moro (MILF); entrambi i gruppi spingevano per una secessione dalla Filippine e la creazione di uno Stato islamico comprendente le Isole Sulu, Mindanao e Palawan. I tentativi del Presidente di reclamare Sabah continuarono ancora per gli anni successivi, sino alla seconda metà degli anni settanta.

#### Secondo mandato (1969–1972)

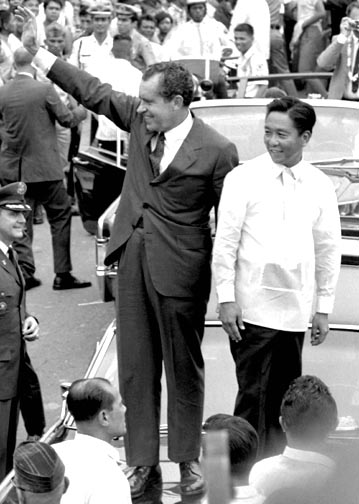
Ferdinand Marcos e il Presidente degli Stati Uniti d'America Richard Nixon nel 1969

Verso la fine del 1969 Marcos scelse di ricandidarsi per un secondo mandato. Le elezioni si tennero l'11 novembre 1969 e il Presidente si vide opposto a Sergio Osmeña Jr. del Partito Liberale. Marcos fu rieletto per la seconda volta con il 61,47% delle preferenze, diventando il primo Presidente dall'indipendenza delle Filippine a riottenere un secondo mandato. Secondo i suoi oppositori il ballottaggio fu macchiato da massicci brogli elettorali ed essi accusarono inoltre Marcos di aver utilizzato 56 milioni di dollari dal tesoro filippino per la sua campagna elettorale, anche se ciò non fu mai provato. Il suo vicepresidente, Fernando Lopez, fu rieletto per un terzo mandato.
Il Presidente si era posto come obbiettivi l'applicazione di una riforma agraria, l'integrazione delle strutture e la stabilizzazione della moneta. La legislatura fu però corrotta e impotente e gli oppositori di Marcos bloccarono i suoi ambiziosi piani. L'ottimismo all'inizio del suo secondo mandato iniziò a sbiadire, e in causa anche a questo la crescita economica rallentò. Gli eccessi di spesa per la campagna elettorale portarono ad una maggiore inflazione e alla svalutazione del peso filippino. Inoltre la decisione dei paesi arabi di ridurre la produzione di olio, in risposta ad un aiuto militare dell'Occidente a Israele nei conflitti arabo-israeliani, causò l'innalzamento dei prezzi del carburante in tutto il mondo. A ciò si aggiungevano le frequenti calamità naturali che portarono disagi nei settori delle infrastrutture, delle colture agricole e del bestiame. La combinazione di forze economiche esterne e interne portarono ad un aumento incontrollato dei prezzi dei beni primari.

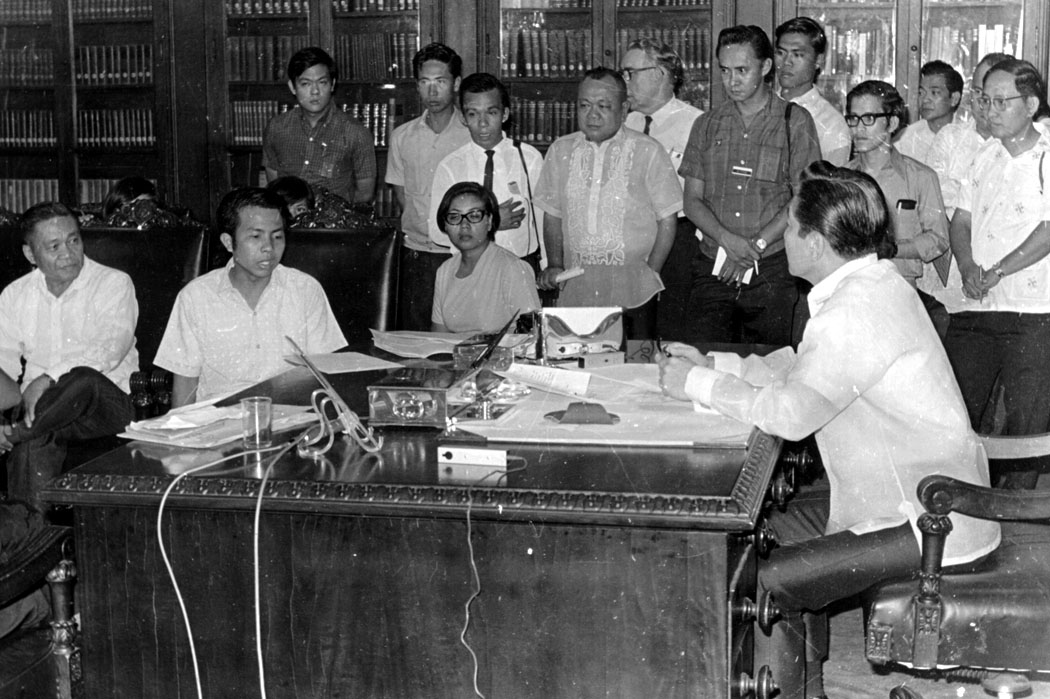
Marcos dialoga con alcuni rappresentanti studenteschi dell'Università delle Filippine, gennaio 1970

Gli anni del suo secondo mandato furono molto critici e nel corso di questo periodo il governo dovette fronteggiare la recrudescenza della guerriglia urbana e delle rivolte studentesche. La situazione interna del paese iniziò a peggiorare. L'inizio del 1970 fu caratterizzato dalla cosiddetta tempesta del Primo Trimestre, una serie di proteste organizzata da attivisti di estrema sinistra tra cui Jose Maria Sison e Bernabe Buscayno, entrambi di idea maoista. Queste due figure diedero più tardi vita a una guerriglia comunista (il Nuovo Esercito Popolare di Buscayno o NPA) e al riemergere del Partito Comunista delle Filippine (CPP) fondato da Sison nel 1968. Il periodo della guerriglia urbana durò da gennaio a marzo del 1970 ed ebbe fine grazie all'intervento delle forze armate, guidate dal generale Fabián Ver. Secondo il Presidente, la tempesta del Primo Trimestre fu uno dei fattori che lo portarono alla dichiarazione della legge marziale due anni dopo.
Le rivolte studentesche ebbero origine alla fine degli anni sessanta. La popolazione studentesca si era radicalizzata e giovani provenienti da diversi istituti e università diedero vita a rivolte per esprimere la propria frustrazione nei confronti del governo e spingere a delle riforme nel campo dell'istruzione. Il Presidente istituì dialoghi con gli studenti di varie scuole per ascoltare le loro richieste e problematiche. Per rispondere a queste ultime, Marcos ordinò la formazione di un organo (Youth and Student Affairs Board) composto da 15 membri provenienti da differenti organizzazioni studentesche. Nonostante il successivo rilascio di fondi per riforme in campo dell'istruzione, le rivolte non cessarono e continuarono ancora per diversi mesi.
Nel biennio 1971-1972 vi fu un susseguirsi di violenti accadimenti e atti criminosi e l'ondata di attentati e di attività sovversive portò Marcos a dichiarare che in tutto il paese era oramai presente uno stato di anarchia e illegalità e che un mancato intervento avrebbe portato ad una destabilizzazione del governo con conseguente caduta. Di fronte all'enorme recrudescenza di guerriglie urbane e rivolte, il Presidente descrisse la situazione come una cospirazione della sinistra radicale (i comunisti) e della destra radicale (gli oligarchi) per rovesciare la Repubblica. Il Moro National Liberation Front, intanto, continuò a combattere per l'indipendenza di una nazione musulmana a Mindanao.

##### La visita di Papa Paolo VI
Il 28 novembre 1970 Papa Paolo VI visitò le Filippine, come parte del suo viaggio apostolico nel Sud-est asiatico. Il pontefice venne accolto all'aeroporto di Manila da Marcos e dalla moglie Imelda. Appena atterrato e in procinto di dirigersi verso la folla che lo attendeva, il pontefice rimase vittima di un attentato da parte del pittore boliviano Benjamín Mendoza che, munito di un kriss, lo ferì al costato dopo essersi finto un prete. Ulteriori danni furono evitati grazie al provvidenziale intervento del segretario personale, Pasquale Macchi. Il Papa ne uscì apparentemente illeso e procedette con la sua visita della città, dove si recò anche a Tondo, uno dei quartieri più diseredati. In seguito all'attentato, Marcos affermò di aver avuto un ruolo provvidenziale nel salvataggio del Papa, sostenendo che Mendoza fu catturato dopo che egli in persona lo bersagliò con un colpo di karate. La versione ufficiale del Vaticano, tuttavia, non menzionò alcun intervento da parte del presidente filippino e alcune tesi smentirono l'effettiva partecipazione di Marcos. A favore della versione di Marcos, invece, ci furono le testimonianze di Mendoza stesso, il quale affermò: 
Marcos ordinò l'immediato arresto di Mendoza, il quale venne portato al Bilibid Prison nei pressi di Manila. Il pittore sudamericano fu condannato per tentato omicidio e dopo diversi anni di prigionia nelle Filippine fu deportato in Bolivia.

##### L'attentato al Plaza Miranda di Manila

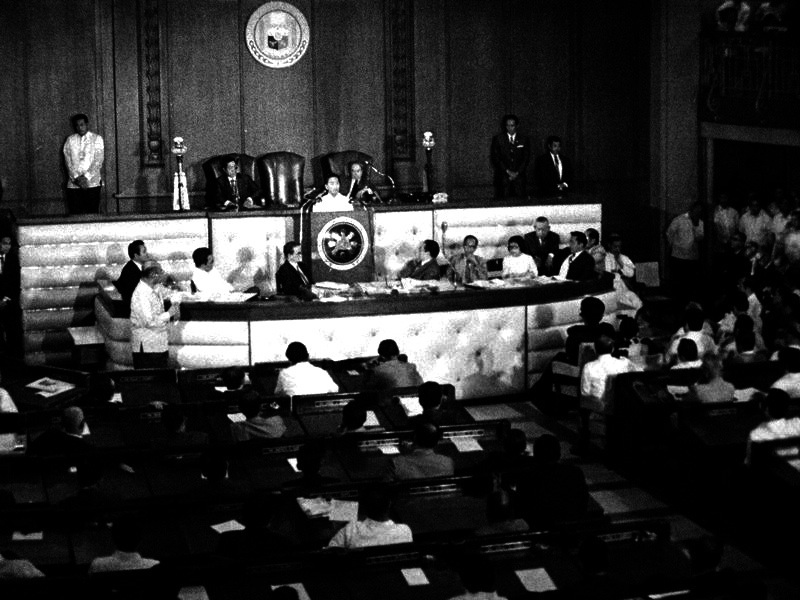
Marcos pronuncia lo State of the Nation Address o SONA, il tradizionale discorso annuale sullo stato di salute del paese, il 24 gennaio 1972

Nel corso del secondo mandato di Marcos, diversi esponenti dell'opposizione (rappresentata principalmente dal Partito Liberale) iniziarono a criticare il suo governo. In vista delle imminenti elezioni del Senato, il 21 agosto 1971 il Partito Liberale organizzò un incontro di campagna elettorale al Plaza Miranda di Quiapo, nella città di Manila. Ad assistere all'evento vi furono circa 4.000 persone. Alle 21:00 circa vennero improvvisamente lanciate da ignote persone due granate che esplosero in successione sul palco allestito per l'incontro. Tra i feriti vi furono Jovito Salonga, Sergio Osmeña Jr., John Henry Osmeña, Gerardo Roxas, Ramon Mitra, Ramon Bagatsing, Eva Estrada Kalaw, Eddie Ilarde, Martin Isidro e altri. L'attentato provocò 95 feriti e la morte di 9 persone, incluso Ben Roxas, fotografo del quotidiano Manila Times. Generò alcuni dibattiti l'assenza di Benigno Aquino Jr., il più noto esponente del Partito Liberale, accusato dai critici di essere la mente dell'attacco per via di presunti legami coi comunisti.
Inizialmente Marcos fu sospettato di aver ordinato l'attentato, ma col passare degli anni le vittime iniziarono ad indicare come mandante Jose Maria Sison, fondatore del Partito Comunista delle Filippine o CPP. Jovito Salonga, il ferito più grave dell'attentato, attribuì la responsabilità dei fatti a Sison ed al CPP. Sison smentì tuttavia le numerose accuse nei suoi confronti. Anche Marcos incolpò i comunisti, affermando che il gruppo aveva intenzione di indebolire il suo governo; Marcos dichiarò uno stato di emergenza e ciò fornì al Presidente il pretesto per emettere la Proclamazione numero 889, la quale toglieva ai cittadini il diritto all'habeas corpus. Tale decisione causò tuttavia pubbliche proteste e Marcos decise di restaurare i diritti civili diversi mesi dopo, l'11 gennaio 1972.
La sospensione temporanea dei diritti civili in seguito all'attentato di Plaza Miranza si rivelò un preludio alla legge marziale. La situazione interna continuava infatti a peggiorare e il caos creatosi iniziò a sollevare serie preoccupazioni in Marcos.

#### Il periodo della legge marziale e la Nuova Società (1972–1981)
(Uno degli slogan della Nuova Società o Bagong Lipunan di Ferdinand Marcos.)

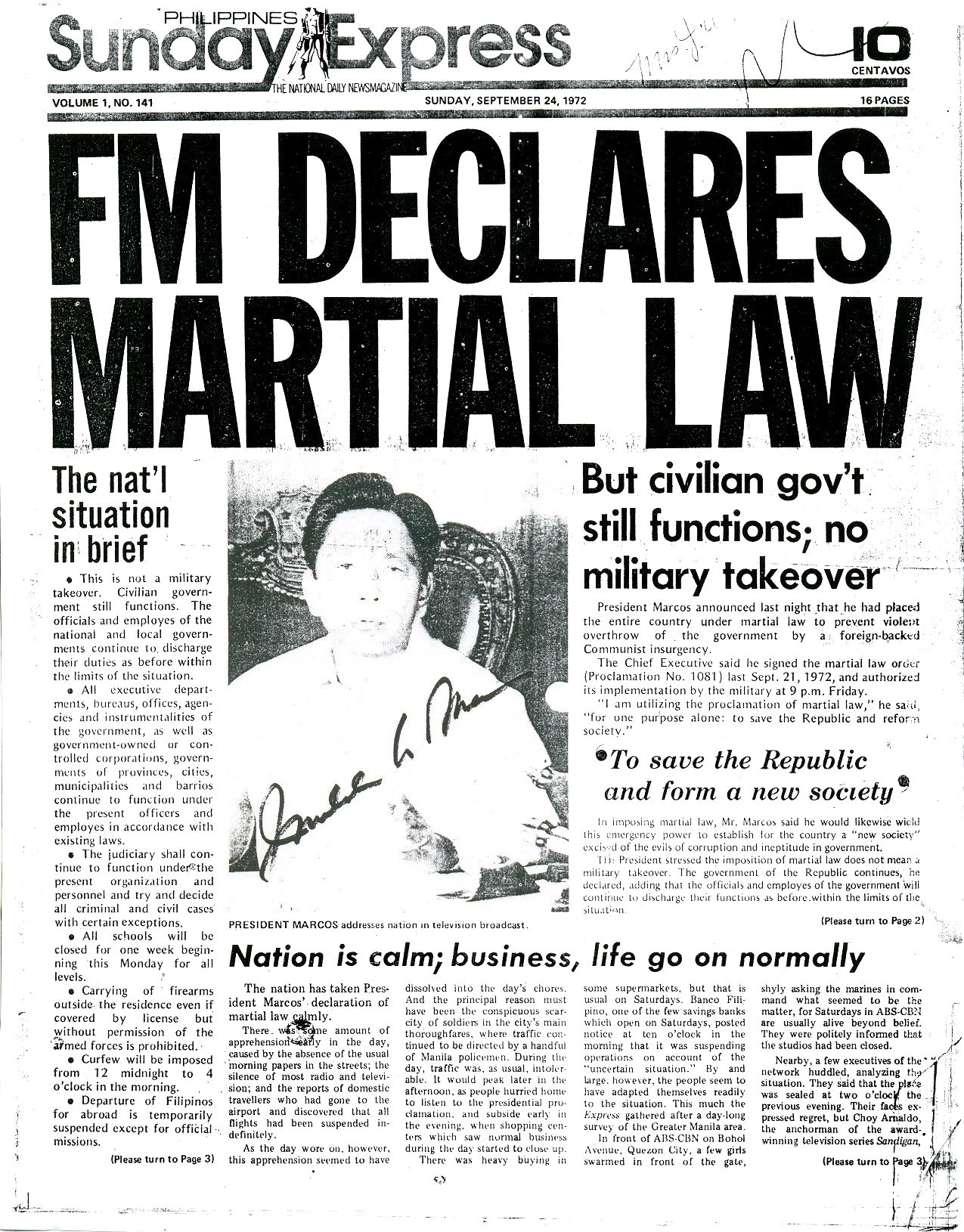
Prima pagina del quotidiano Sunday Express (24 settembre 1972)

Tra la crescente ondata di illegalità e la minaccia di un'insurrezione comunista e musulmana, Marcos dichiarò la legge marziale il 21 settembre 1972 in virtù della Proclamazione n. 1081. L'annuncio ufficiale venne effettuato solamente due giorni dopo, tramite un comunicato via radio del Ministro della Pubblica Informazione Francisco Tatad, seguito da un messaggio via televisione dello stesso Marcos. Il Presidente decretò la riduzione della libertà di stampa e di altre libertà civili, chiuse il Congresso e aziende nel campo dei media, ordinò l'arresto dei leader dell'opposizione e gli attivisti militanti, tra cui i senatori a lui più critici come Aquino, Salonga e Jose Diokno. Aquino iniziò a criticare il governo Marcos già alla fine degli anni sessanta e secondo il Presidente questa opposizione nei suoi confronti era in parte legata a presunte collaborazioni segrete con le guerriglie comuniste NPA e CPP, le quali avevano intenzione di avviare una guerra popolare e portare a termine una rivoluzione comunista. Marcos stesso considerava Aquino un comunista. Il Presidente consentì a vari altri esponenti politici a lui avversi di partire per l'esilio e giustificò la sua decisione affermando che questi incoraggiavano alla violenza, in riferimento ai numerosi attentati occorsi negli anni precedenti. Il popolo rimase sorpreso e in silenzio, ma l'apprensione scomparve dopo che il Presidente spiegò che tale manovra non avrebbe portato ad un colpo di Stato militare. La proclamazione della legge marziale venne ben accolta inizialmente. La criminalità diminuì profondamente dopo aver attuato il coprifuoco.
Una volta applicato il nuovo sistema, Marcos governò con il pugno di ferro. Figura dal grande carisma e dalle eccellenti capacità oratorie, il Presidente pronunciava spesso discorsi per giustificare le proprie azioni. Egli affermò che la legge marziale era il preludio per la creazione di un Bagong Lipunan (in italiano "Nuova Società") basata su nuovi valori sociali e politici. Durante il regime di legge marziale Marcos confiscò numerose aziende e istituzioni, sia pubbliche che private, e le pose nelle mani del governo. Affidò la gestione di queste nelle mani di uomini d'affari o stretti amici che godevano della sua fiducia, come ad esempio Danding (San Miguel Corporation) e Ramón Cojuangco (PLDT) tra gli altri. La maggior parte di questi collaboratori, tuttavia, fu coinvolta in riciclaggio di denaro, mentre nel paese dilagò il sistema del capitalismo clientelare. L'economia nel corso degli anni settanta si rafforzò, con surplus economico nella bilancia commerciale. Il turismo contribuì alla crescita economica. Tuttavia nella classe dirigente dilagò la corruzione. Nel suo primo discorso dopo la proclamazione, il Presidente affermò che questa aveva un duplice obbiettivo: salvare la Repubblica e riformare le istituzioni sociali, politiche ed economiche del Paese. Altro obbiettivo della legge marziale, secondo il Presidente ilocano, era quello di guidare il popolo verso una "rivoluzione democratica"; queste due parole, apparentemente incongruenti, furono utilizzate deliberatamente per sottolineare come un cambiamento dovesse provenire dal centro, ossia il governo, in maniera pacifica e con la collaborazione del popolo. Il comunismo fu combattuto in due modi: il primo attraverso la legge marziale stessa, il secondo discreditando tale ideologia straniera come "inadatta" al Paese. Infatti, benché apprezzasse i possibili vantaggi socio-economici che avrebbe potuto portare una svolta comunista, Marcos era estremamente in disaccordo con l'idea che il marxismo fosse l'unica strada per il raggiungimento di un vero e proprio ordine a livello democratico. Allo stesso tempo, però, il Presidente volle identificare quali fossero le cause della ribellione comunista nel Paese, assorbirle nel sistema democratico e cercare di esprimere tali richieste secondo un punto di vista neutrale, ossia come espressioni concrete di ideali democratici.
Assai cruciale fu il ruolo rivestito in quegli anni dal ministro della difesa Juan Ponce Enrile e dal direttore della polizia generale filippina Fidel Valdez Ramos, ai quali il presidente diede pieni poteri nella gestione dell'ordine pubblico e dei movimenti comunisti. Fu proprio Ramos ad amministrare liberamente le due forze di polizia PC e INP, ritenute responsabili di violazioni dei diritti umani nel corso della legge marziale. Notevole fu inoltre il supporto dato a Marcos dalle principali élite oligarchiche del paese, allo scopo di mantenere salda la propria influenza. Queste influenti figure saranno le stesse ad abbandonare Marcos al declino del suo governo e a sollecitare il popolo alla rivolta nel 1986.
Per facilitare il trasporto e la consegna delle merci e per incoraggiare gli investimenti stranieri, Marcos abilitò massicci progetti di costruzione. Il 26 settembre 1972, in virtù del Decreto Presidenziale n. 3, il Presidente ordinò il rilascio di fondi per la realizzazione di opere pubbliche, con riabilitazioni e sviluppo del capitale. Furono rilasciate ingenti somme di denaro per la riabilitazione di: edifici scolastici, autostrade, sistemi di controllo delle inondazioni e canalizzazioni per favorire il drenaggio, irrigazioni, aeroporti, ferrovie nazionali, sistemi di navigazione marittima e telecomunicazioni. Durante questo periodo fu completata la costruzione dell'autostrada panfilippina (nota anche come Pan-Philippine Highway), un sistema di collegamenti terrestri e marittimi lungo più di 3 000 km che connette le tre principali regioni geografiche delle Filippine: Luzon, Visayas e Mindanao. Il ponte di San Juanico, uno dei più lunghi dell'Asia, fu inoltre edificato nel 1973 per congiungere l'isola di Samar e quella di Leyte.
Agli inizi del 1972, Marcos ordinò l'avvio del progetto di Santa Barbara. Esso consisteva nel tentativo di creare e conseguentemente sviluppare razzi per uso militare e per la ricerca scientifica; a tal fine venne creato un gruppo di ricerca composto dalla Hukbong Dagat ng Pilipinas (Marina militare filippina) e alcuni scienziati. Dopo iniziali difficoltà affrontate nella fase di sperimentazione, il 12 marzo 1972 il primo razzo (chiamato Bongbong-1, in onore del figlio del Presidente) fu lanciato con successo dall'Isola Caballo e ritrovato successivamente nel Mar Cinese Meridionale. Ulteriori sperimenazioni vennero effettuate a Fort Magsaysay. A partire dal dicembre 1972, una serie di prove vennero fatte su un razzo di calibro 180 mm. Il progetto di Santa Barbara comprendeva anche la sperimentazione di altre armi e armamenti. Marcos motivò la propria scelta di avviare il progetto dichiarando testualmente: 

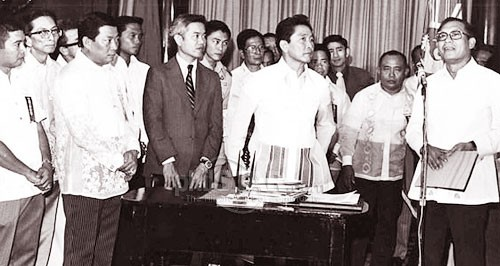
Marcos ed il suo gabinetto presidenziale negli anni settanta

Tra il 1972 e il 1976, Marcos aumentò le dimensioni del l'esercito filippino da 65.000 a 270.000 unità. Gli ufficiali militari furono posti nei consigli di amministrazione di varie società di media, servizi pubblici, progetti di sviluppo, e di altre imprese private. Allo stesso tempo, Marcos fece sforzi per favorire la crescita dell'industria manifatturiera di armi con un pesante aumento delle spese militari.
Dalla dichiarazione di legge marziale nel 1972 fino al 1983 il governo degli Stati Uniti fornì 2,5 miliardi di dollari in aiuti economici e militari al regime di Marcos, e circa 5,5 miliardi di dollari attraverso istituzioni multilaterali come la Banca Mondiale.
Una commissione era stata riunita nei primi anni settanta per sostituire la Costituzione coloniale del 1935, e proseguì il lavoro per elaborare una nuova costituzione dopo la proclamazione della legge marziale. La nuova costituzione entrò in vigore nei primi mesi del 1973 cambiando la forma di governo da presidenziale a parlamentare e permettendo a Marcos di rimanere al potere fin oltre il 1973. In tal modo Marcos si arrogava le funzioni capo dello Stato e, dal 1978 al 1981, di Primo Ministro.
Per favorire la crescita dell'industria del turismo nel paese, l'11 maggio 1973 Marcos creò il Dipartimento del Turismo. Tale manovra non generò solamente la creazione di nuove occupazioni, ma favorì anche la crescita degli incassi dal turismo. La formazione del Dipartimento del Turismo fu accompagnata dalla costruzione di nuovi hotel, centri congressi, centri culturali e servizi turistici. Furono inoltre restaurati monumenti e siti storici e sviluppati resort, giardini pubblici, parchi urbani e campi da golf. Questi sviluppi permisero al turismo di diventare una delle maggiori fonti di guadagno del paese.
Gli anni della legge marziale si distinsero per le forti politiche di rafforzamento della legge volute da Marcos, il quale desiderava trasmette il valore della disciplina, secondo lui andato perduto, al suo popolo. Egli affermò infatti che per la creazione di una nuova società, era necessario addestrare e disciplinare la gente. La stabilità della legge marziale è in gran parte da ascriversi all'abilità di Marcos nel generare attorno alla propria figura un forte consenso. La capacità di rendere la sua personalità oggetto di vero e proprio culto si rifletté non solo nell'approvazione che la società filippina a lungo gli mostrò, ma anche nell'ammirazione che riuscì a guadagnarsi presso numerosi capi di Stato stranieri, intellettuali e, più in generale, presso l'opinione pubblica internazionale. Dopo due anni, la Proclamazione n. 1081 aveva prodotto gli effetti desiderati ed il 27 e 28 luglio 1973 fu indetto un referendum affinché il popolo si pronunciasse favorevole o meno al mantenimento della legge marziale. Il Presidente fu autorizzato a prolungarla. Altri referendum si svolsero rispettivamente nel 1975, 1976 e 1977 e tutti diedero il medesimo risultato: ciò permise il continuo rinnovamento della legge marziale.
La crisi energetica del 1973 portò alla ricerca di nuove fonti di approvvigionamento e l'embargo petrolifero in Medio Oriente ebbe pesanti ricadute sull'economia filippina. Marcos pensò di costruire una centrale nucleare per sopperire alle richieste energetiche del paese e alleggerire la dipendenza dalle importazioni di olio. Sotto il regime di legge marziale, il Presidente annunciò nel luglio del 1973 la decisione di costruire la centrale nucleare di Bataan. La costruzione della centrale iniziò nel 1976. In seguito all'Incidente di Three Mile Island, la costruzione fu interrotta e un'ispezione rilevò la presenza di oltre 4.000 difetti. Vennero anche sollevate preoccupazioni riguardo al livello di sicurezza della centrale di Bataan, soprattutto per quanto riguarda la sua vicinanza a faglie e al dormiente vulcano Pinatubo. Nel 1984 la costruzione della centrale nucleare di Bataan era quasi al termine e il suo costo aveva raggiunto più di due miliardi di dollari. Munita di reattore nucleare ad acqua leggera prodotto dalla Westinghouse, la centrale fu progettata per generare 621 megawatt di elettricità. Questa fu completata poco prima della caduta di Marcos e sin dalla sua costruzione non è mai stata attivata.

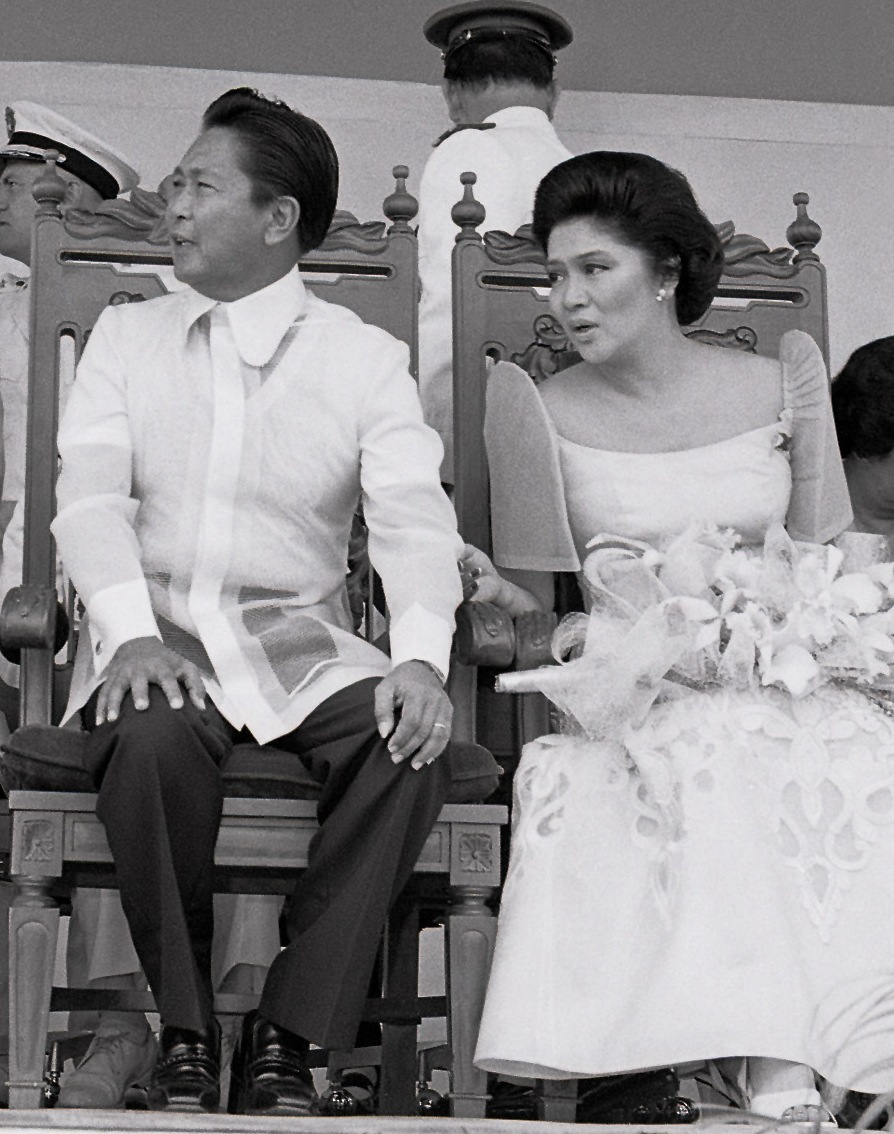
Marcos e la moglie Imelda nel 1979

Come da lui pianificato già da tempo, Marcos propose diverse riforme anche in campo agricolo, che presto divennero uno dei punti fondamentali della Nuova Società. Nel maggio 1973 diede inizio al programma Masagana 99; seguendo gli idealismi della Rivoluzione verde, il Masagana 99 promosse la coltivazione di varietà di riso sviluppate dalla International Rice Research Institute. Masagana è una parola filippina per abbondante e il numero 99 si riferiva all'obbiettivo stagionale di produrre 99 cabans (pari a 4.900 chili) per ettare, di riso irrigato. Le varietà di riso utilizzate nel programma erano in grado di rendere ottimi risultati, se coltivate attraverso l'utilizzo di fertilizzanti, diserbanti, pesticidi e irrigazione. La rivoluzione portò grandi benefici al paese e per un breve periodo durante l'imposizione della legge marziale, le Filippine riuscirono a diventare autosufficienti in riso, invertendo una tendenza di acquistare all'estero per colmare le proprie carenze, presente sin dai tempi del colonialismo spagnolo. Il paese fu in grado di esportare riso dal 1977 al 1980. Nell'ambito dell'acquacoltura fu implementata un'analoga controparte detta Biyayang Dagat ("Dono del mare"), programma a supporto dei pescatori più poveri che offriva prestiti estesi per migliorare le loro capacità di produzione.
Nell'ambito del Bagong Lipunan furono effettuati anche miglioramenti in campo sanitario, con la costruzione di diversi ospedali e centri per facilitare gli aiuti nei confronti delle classi più povere del paese. Stabilito attraverso il decreto presidenziale n. 673, il Philippine Heart Center (PHC) fu edificato il 14 febbraio 1975 e attrezzato con le più moderne strutture, offriva interventi di cardiochirurgia. Il Philippine Children's Medical Center (PCMC) fu invece costruito nel 1979 per fornire supporto medico nei confronti dei bambini bisognosi. Altri noti centri pubblici costruiti durante questo periodo includevano il Lung Center of the Philippines ed il National Kidney and Transplant Institute.
Il 25 novembre 1977 la Commissione Militare dichiarò l'ex Senatore Benigno Aquino Jr. colpevole di tutti i suoi reati e lo condannò alla pena di morte tramite fucilazione. Marcos, tuttavia, intervenne ed ordinò l'annullamento dell'esecuzione. Per la sorpresa generale, nel marzo 1980 il Presidente consentì ad Aquino di lasciare il paese per sottoporsi ad un'operazione chirurgica di bypass aorto-coronarico negli Stati Uniti, dopo una detenzione di sette anni. Le spese mediche e le cure del rivale politico furono finanziate dal governo Marcos.
Dal 1978 al 1981 Marcos assunse la carica di Primo Ministro del paese. In virtù dell'articolo 9 della nuova Costituzione, la carica gli conferì ampi poteri esecutivi, come accade comunemente in diverse altre nazioni del mondo.
Decine di migliaia furono le persone arrestate durante la legge marziale, ma è da sottolineare come la maggioranza di esse fu rilasciata pochi mesi dopo la sua proclamazione: secondo stime di Amnesty International, al 1980 vi erano 1 913 prigionieri politici, mentre al 1981 ne rimanevano 243. Molti dei rilasciati tornarono ben presto a dedicarsi ad attività di insurrezione contro il governo, divenendo nel frattempo leader comunisti di spicco o comandanti dell'NPA. In questi anni il governo Marcos non si limitò esclusivamente ad una soluzione militare e concesse l'amnistia ai condannati disposti a lasciare le armi e a reinserirsi nella società civile.

##### Politica estera
L'immagine a livello internazionale di Marcos fu consolidata durante il periodo del Bagong Lipunan. Per questo motivo Marcos adottò politiche concilianti verso le nazioni occidentali e relazioni amichevoli con gli Stati limitrofi.
In seguito alla guerra del Vietnam, molti civili rimasero senza una propria abitazione. Il conflitto causò pertanto una massiccia emigrazione di disastrati, molti dei quali si rifugiarono nel territorio filippino. Per assistere i gruppi di migranti, il Presidente ordinò la costruzione di zone destinate al loro accoglimento. Nell'isola di Palawan, a Puerto Princesa, si venne a creare un centro abitato per ospitare gli oltre 2 000 vietnamiti fuggiti dal loro paese natale. Molti di essi decisero di stabilirsi qui in maniera stabile, in attesa di poter fare ritorno qualora le condizioni lo potessero permettere. Quasi la loro totalità fu rimpatriata nei decenni successivi ma il villaggio è rimasto sino ad allora meta turistica per i viaggiatori. Nel 1980 Marcos ordinò invece l'immediata costruzione del Philippine Refugee Processing Center, struttura eretta a Bataan con lo scopo di accogliere temporaneamente i profughi in attesa di un trasferimento definitivo in altre nazioni. Il centro era capace di ospitare sino a 18 000 rifugiati ed oltre a vietnamiti accolse cittadini khmer e lao.

##### La visita di Papa Giovanni Paolo II
Dopo una serie di rinvii dovuti ad eventi o incidenti inaspettati – come la tragica uccisione del brigadier generale Teodulfo Bautista per mano dell'MNLF – Marcos revocò ufficialmente la legge marziale il 17 gennaio 1981. Secondo altre teorie, la revoca fu effettuata per compiacere la Chiesa cattolica romana prima della visita programmata di Papa Giovanni Paolo II. Giovanni Paolo II fu il secondo pontefice a visitare il territorio filippino durante la presidenza di Marcos, dopo Paolo VI.

#### Terzo mandato (1981–1986)

##### L'assassinio di Benigno Aquino: l'inizio della fine
Ferdinand Marcos e Benigno Aquino Jr. erano entrambi membri dell'Upsilon Gamma Phi, confraternita studentesca dell'Università delle Filippine. Il primo ne divenne componente nel 1937, il secondo nel 1950.
In più di un'occasione, il Presidente invitò Aquino nel suo ufficio presidenziale per discutere con lui della politica e della situazione del paese.
Benché diversi media, sia locali che internazionali, li abbiano spesso definiti come "nemici mortali", Marcos ed Aquino si rispettavano a vicenda, pur avendo ideali politici ben differenti. Secondo testimonianze del colonnello Irwin Ver (figlio di Fabián Ver), infatti, Marcos ammirava Aquino e lo rispettava a tal punto da considerarlo "abbastanza abile da poter divenire il Presidente". Negli anni settanta, Fabián Ver raccontò al figlio di aver sentito Marcos dire le seguenti parole: 
Durante un incontro con i suoi generali più fidati tra il 1980 ed il 1981, i militari rimasero sorpresi quando il Presidente affermò che Benigno Aquino era il politico più qualificato a poterlo sostituire come Capo di Stato. Dopo l'assassinio di Aquino avvenuto nel 1983, il sergente Pablo Martinez, tra gli accusati dell'omicidio, dichiarò che prima dell'attentato Marcos aveva già pianificato la sua successione, ed aveva proprio scelto l'ex Senatore come suo sostituto. Sebbene Marcos sia stato accusato di essere stato il mandante, ciò non fu mai provato. Anche Bongbong Marcos, in un'intervista nel 1994, confermò lo stretto rapporto esistente fra il padre ed il Senatore Aquino, dichiarando inoltre che i due erano soliti chiamarsi brod (dal termine brother, fratello) in quanto membri di una confraternita.
Nonostante la revoca della legge marziale nel gennaio del 1981, Marcos mantenne comunque gran parte del potere governativo di arresto e detenzione. La corruzione e il nepotismo, nonché i disordini causati dalle continue operazioni dei gruppi comunisti, contribuirono a un grande calo della crescita economica che il Paese era riuscito a raggiungere nel decennio precedente.
Il 16 giugno 1981, sei mesi dopo l'annullamento della legge marziale, si verificarono le prime elezioni presidenziali in 12 anni. Con una mossa senza precedenti, il Presidente decise di ricandidarsi per un terzo mandato e ottenne una schiacciante vittoria su tutti gli altri candidati, tra i quali spiccò solamente Alejo Santos del Partito Nazionalista. Il margine di vittoria di oltre 16 milioni di voti di Marcos (80%) è considerato il più alto nella storia delle elezioni presidenziali filippine, superando anche quello di Manuel Quezón nel 1941 (pari al 63%). Tale vittoria consentì a Marcos di ottenere un altro mandato di sei anni, nonostante il boicottaggio da parte dei più noti partiti di opposizione politica, come l'UNIDO ed il LABAN.

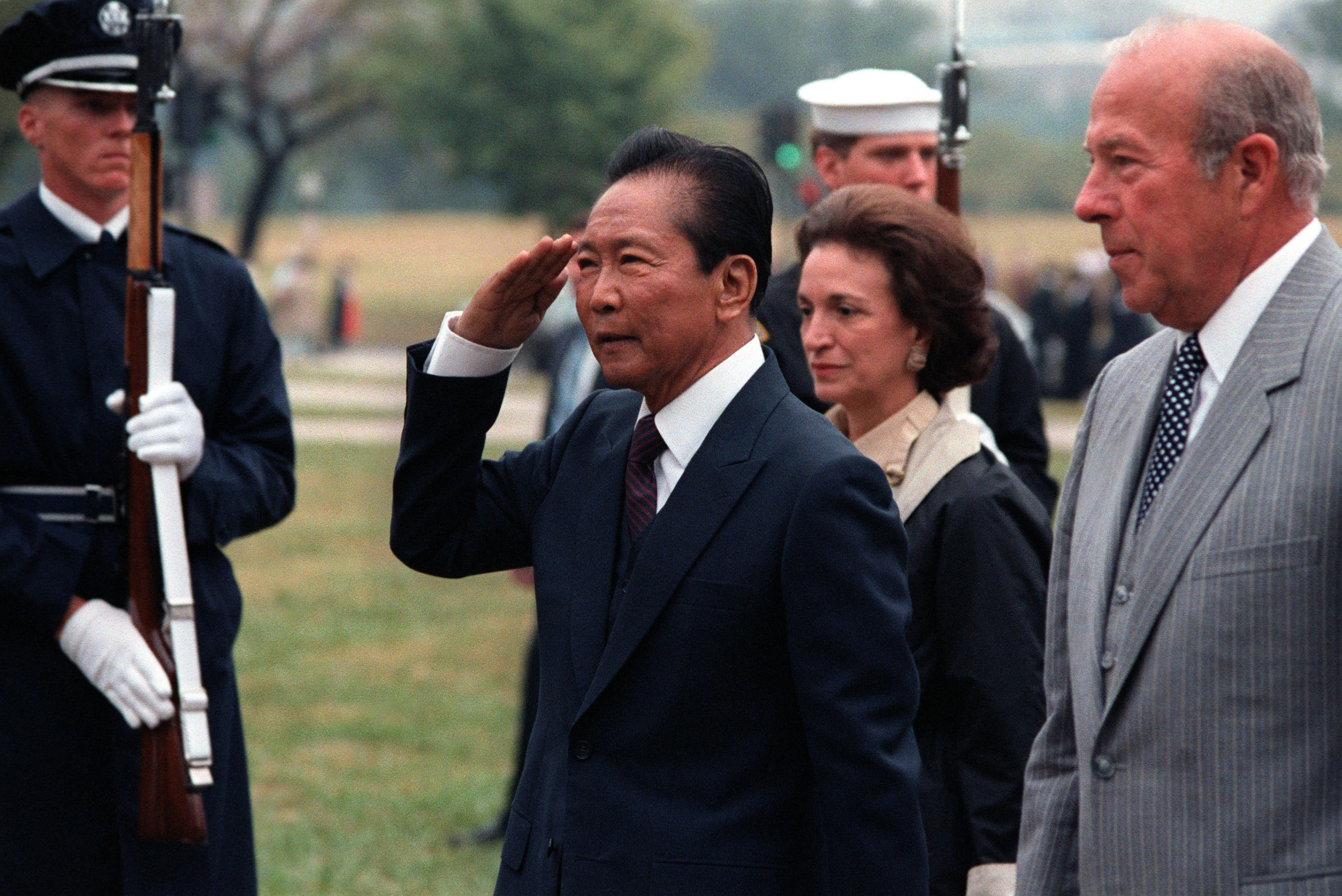
Marcos saluta i soldati statunitensi in una cerimonia d'onore da parte delle forze armate il 20 settembre 1982. Al suo fianco il Segretario di Stato degli Stati Uniti d'America, George Shultz

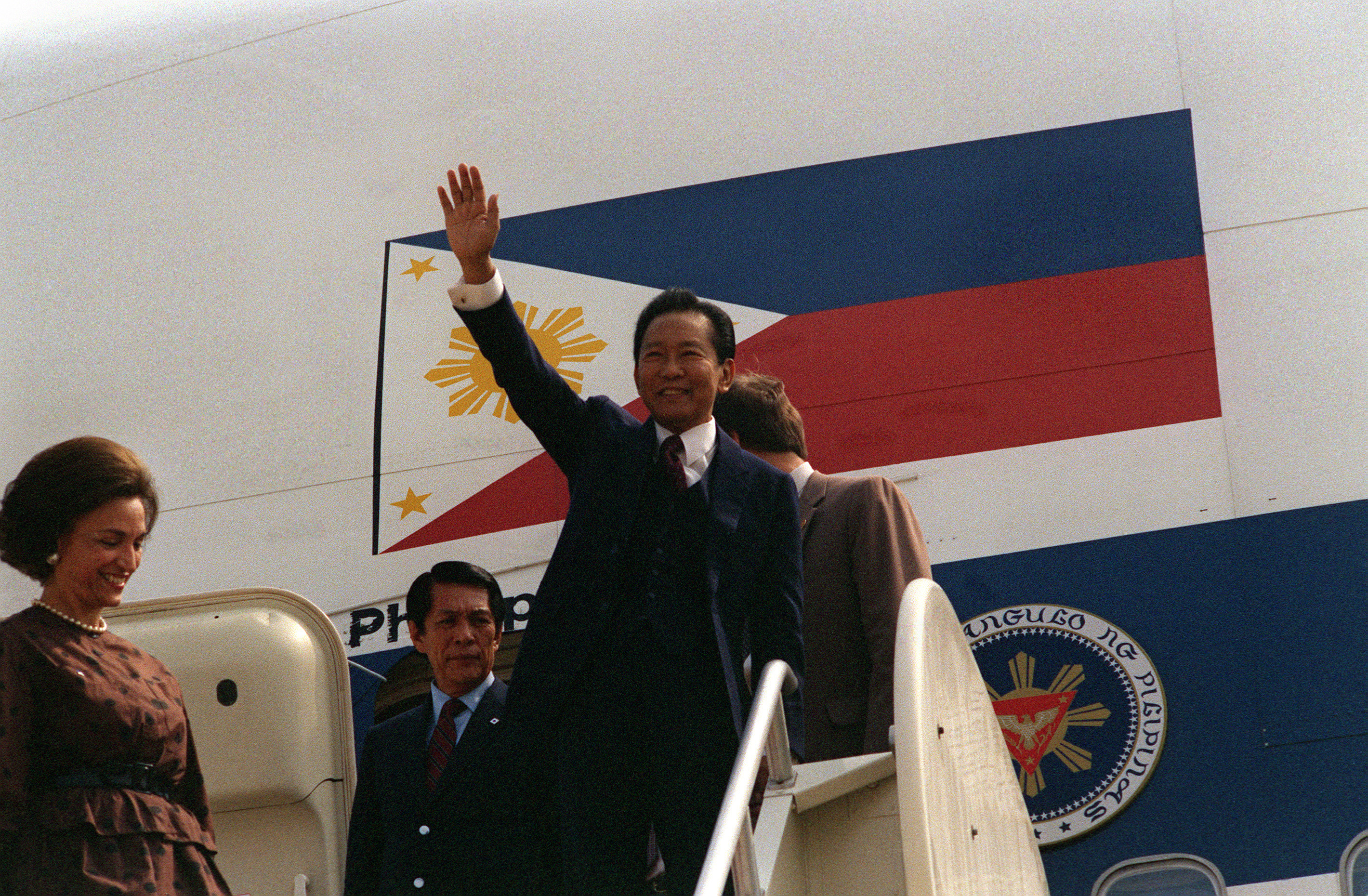
Marcos appena atterrato all'aeroporto di Washington nel 1983

In un discorso tenutosi negli Stati Uniti il 17 settembre 1982, il Presidente sottolineò nuovamente le motivazioni della sua dichiarazione della legge marziale, attribuendo principalmente la causa all'anarchia che si era diffusa nel paese. Affermò inoltre che la sua decisione venne presa in seguito a consultazioni con le più alte branche del governo e non solamente per sua volontà.
Il 21 agosto 1983 il leader dell'opposizione Benigno Aquino Jr. venne assassinato presso l'aeroporto internazionale di Manila al suo ritorno nelle Filippine dopo un lungo periodo di esilio. Marcos, che voleva salvaguardare la sicurezza di Aquino durante l'arrivo, mandò un contingente di circa 1.000 soldati armati e polizia all'aeroporto. Dopo l'atterraggio, avvenuto all'1:04 del pomeriggio, l'esercito circondò l'aereo di Aquino, per procedere all'arresto. All'uscita dall'aereo, in circostanze ancora misteriose, Aquino venne colpito da un proiettile alla nuca che lo uccise all'istante. Pochi istanti dopo gli spari, i corpi di Aquino e Rolando Galman, il sospettato assassino, giacevano per terra senza vita. Il corpo di Aquino venne caricato in un veicolo della AVSECOM (Aviation Security Command) da due soldati mentre altri continuarono a sparare a Galman. L'esercito trasportò Aquino al ospedale di Fort Bonifacio, dove venne dichiarato deceduto all'arrivo.
Alcune ore dopo l'evento, il governo dichiarò ufficialmente che l'assassino era Rolando Galman, sugli ordini del Presidente del Partito Comunista Rodolfo Salas. Marcos ordinò un'investigazione che risultò nell'accusa di omicidio nei confronti di 25 militari e un civile. Sebbene l'opposizione politica, inclusa la famiglia Aquino, iniziò ad affermare che fu Marcos ad ordinare l'assassinio, questo non fu mai provato concretamente; altre tesi incolparono invece l'esercito e la moglie di Marcos, Imelda, mentre altre ancora Danding Cojuangco (cognato di Benigno Aquino) per via delle proprie ambizioni politiche.
L'opposizione tuttavia si era rafforzata, soprattutto dopo l'assassinio di Benigno Aquino. La morte di quest'ultimo provocò l'inizio del declino del governo Marcos ed ebbe effetti devastanti anche in ambito economico. I massicci prestiti effettuati dal governo risultarono in pesanti debiti pubblici, che a loro volta iniziarono ad avere una ricaduta sull'economia filippina. Inoltre, la cattiva gestione delle più importanti industrie, per la maggior parte nelle mani degli amici di Marcos, incrementò ulteriormente la recessione.
Il terzo mandato di Marcos fu caratterizzato anche da un suo rapido declino fisico, causato da malattie renali, e il Presidente iniziò a soffrire di lupus eritematoso sistemico, una patologia cronica rara. Si ipotizza comunque che la sua salute stesse già deteriorando dal 1979. Durante gli ultimi anni del suo mandato Marcos era spesso assente per curare la sua malattia e nessuno lo sostituì per assumere il comando del governo. Il regime di Marcos era sensibile alla percezione pubblica e molte persone iniziarono a chiedersi se il Presidente fosse ancora in grado di assumere il comando del Paese, in un periodo caratterizzato da forte instabilità politica. Con Marcos in preda alla malattia, toccò alla moglie Imelda assumere il ruolo di figura centrale del governo. Nell'agosto 1983 e novembre 1984 Marcos si sottopose a due delicati trapianti renali. Fu uno dei medici personali di Marcos, Potenciano Baccay, a rivelare le due operazioni; il 2 novembre 1984, poco dopo la sua intervista, Baccay fu ritrovato ucciso a coltellate, secondo la polizia filippina apparentemente vittima di un attacco da parte di ribelli comunisti. Blas Ople, Ministro del Lavoro, confermò come la situazione fosse delicata dicendo che "il Presidente era in controllo ma non poteva prendere alcuna maggiore iniziativa". La malattia fu ulteriormente aggravata dal diabete, di cui il Capo di Stato iniziò a soffrire nell'ultima parte della sua vita. Nonostante questi disagi, Marcos, tuttavia, negò qualsiasi speculazione sul suo stato fisico: aveva iniziato la presidenza in ottima salute ed era noto per tenersi abitualmente in forma, oltre ad essere un appassionato di golf.
Tutti questi fattori contribuirono ad una sempre più crescente insoddisfazione popolare verso Marcos, il cui governo mantenne la sua posizione di maggioranza politica. Benché la situazione nella capitale stesse degenerando, la popolarità del Capo di Stato rimase intatta nel nord di Luzon ed in altre regioni, dove la vita dei cittadini era rimasta pressoché tranquilla e si credeva ancora nel governo Marcos. Proprio questo aspetto portò alla coniazione dell'epiteto Manila imperiale alcuni anni più tardi. Il 14 maggio 1984 si svolsero le elezioni per il rinnovo del Parlamento, nelle quali il KBL ottenne la maggioranza dei seggi contro l'opposizione composta dalla coalizione UNIDO-PDP LABAN. L'opposizione accusò nuovamente il KBL di brogli elettorali ed in risposta alle contestazioni il Presidente ordinò ai ventiquattro ministri che componevano il governo di dimettersi entro il 30 giugno. Tra i primi a lasciare la propria carica vi furono il Ministro dell'agricoltura, Arturo Tanco, e l'avvocato generale dello Stato, Estelito Mendoza.
Nel frattempo la ribellione comunista, che acquisì sempre più sostenitori, era arrivata ad operare nei pressi della capitale, con lo scopo di convincere le persone del luogo a ribellarsi contro il governo. Malgrado gli arresti di Sison e Buscayno, il CPP e l'NPA mantennero salde le proprie radici e dopo l'annullamento della legge marziale erano tornati con forza ad esternare i propri idealismi. Il 9 agosto 1985 Marcos ottenne un'onorificenza sovietica, per i suoi contributi durante la seconda guerra mondiale.
Sebbene molti esponenti politici vedessero che Marcos era già sofferente, non ci fu quasi discussione sul fatto che egli sarebbe stato il candidato del KBL nelle prossime elezioni. Al contempo il governo degli Stati Uniti, allarmato dalla situazione politica filippina, iniziò lentamente ad allontanarsi dall'amministrazione Marcos che aveva sostenuto solamente fino a qualche anno prima. Ronald Reagan cominciò a far pressione su Marcos e le sue ripetute raccomandazioni culminarono con l'annuncio da parte del Capo di Stato filippino delle elezioni presidenziali anticipate per il 17 gennaio 1986. Sebbene mancasse ancora più un anno al termine effettivo del suo terzo mandato, nel novembre 1985 Marcos decise infatti di anticipare le elezioni, desideroso di riconquistare democraticamente il potere. A dicembre venne promulgata una legge, che ordinò lo svolgimento delle elezioni nel febbraio 1986.

##### Le elezioni anticipate e la caduta di Marcos
Marcos scelse Arturo Tolentino come suo vicepresidente per la campagna elettorale. L'opposizione invece si presentò attraverso la candidatura di Corazon Aquino, vedova di Benigno Aquino Jr., con Salvador Laurel come suo vicepresidente.
Durante la campagna elettorale, Marcos diede scarsa importanza alle riforme proposte dall'opposizione ed alle sue politiche di riappacificamento con i comunisti. In particolare, il Presidente definì la sua avversaria alle elezioni, sempre stata sino ad allora una semplice casalinga, come "velleitaria ed inesperta" per quanto riguarda le attività di governo di un paese. Inoltre, Marcos smentì le voci che lo volevano in precaria salute e dichiarò che una vittoria dell'opposizione nelle elezioni avrebbe potuto causare tentativi di golpe da parte di membri delle forze armate. Come risposta alle critiche internazionali che prevedevano brogli elettorali da parte del governo, quest'ultimo offrì alla coalizione dell'opposizione la possibilità di avere propri scrutatori in ogni seggio, contrariamente alle usanze del passato.
Le elezioni anticipate si svolsero il 7 febbraio 1986. Il comitato per le elezioni filippino (COMELEC) dichiarò Marcos vincitore con un totale di 10.807.197 voti, contro i 9.291.761 della Aquino. Contrariamente, i risultati della National Movement for Free Elections (NAMFREL), organo composto da osservatori internazionali, diedero la Aquino vincitrice con 7.835.070 voti contro i 7.053.068 di Marcos. Le elezioni registrarono brogli da entrambe le parti e tutti e i due contendenti si dichiararono vincitori del confronto elettorale. Come conseguenza vennero segnalati episodi di violenza e manomissione dei risultati elettorali.

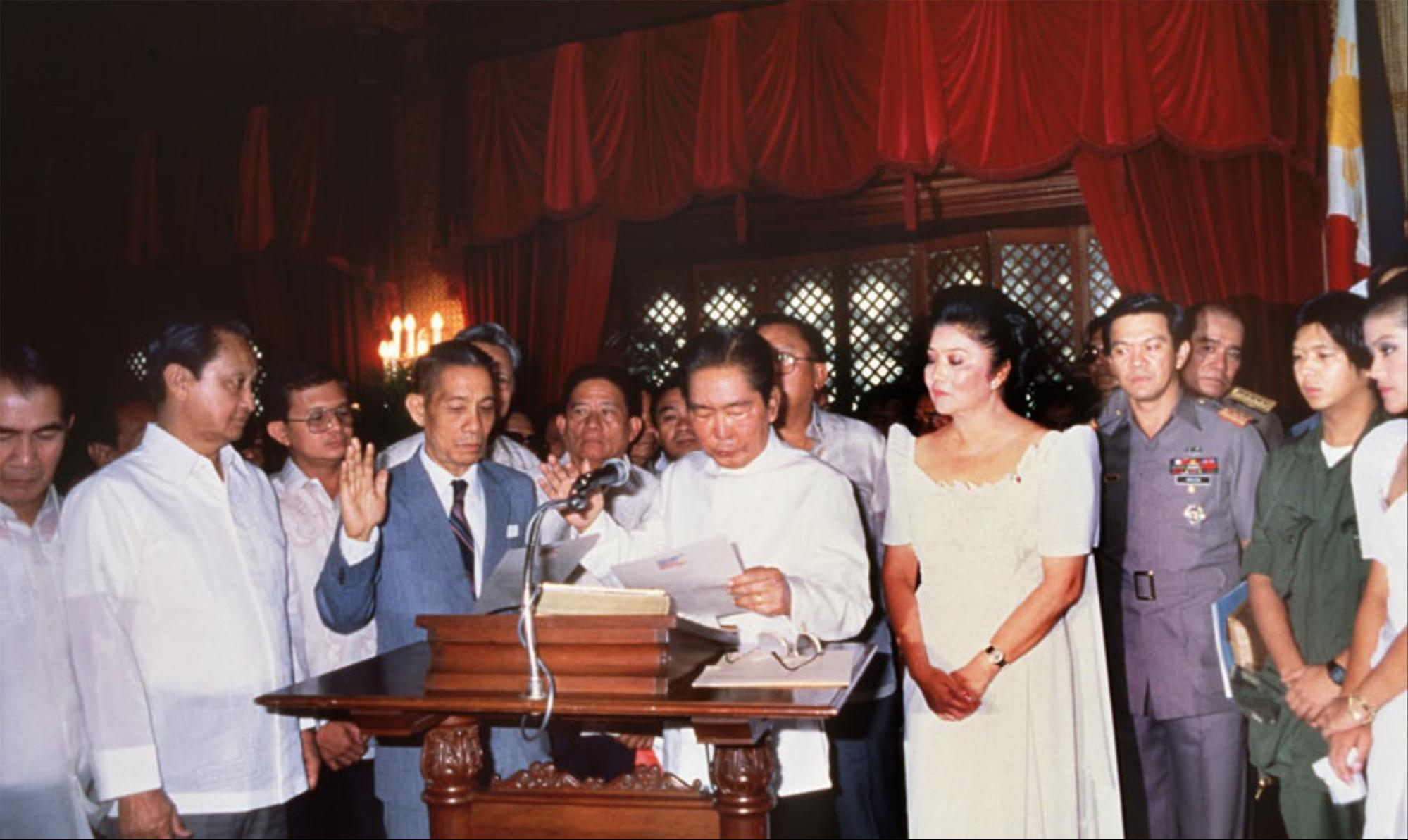
Marcos presta ufficialmente giuramento come Presidente delle Filippine per un quarto mandato il 25 febbraio 1986, poche ore prima del suo esilio

Il risultato giudicato fraudolento venne però respinto da Corazon Aquino e dai suoi sostenitori. Gli osservatori internazionali, compresa una delegazione statunitense, denunciarono i risultati ufficiali. Ciò diede un'enorme spinta alla rivoluzione del Rosario. Durante questo periodo Marcos non smise mai di insistere che egli era stato eletto legalmente per un quarto mandato e che gli era stato tolto il diritto di esercitare il suo potere. Dinnanzi all'enorme aumento delle ribellioni civili e delle proteste in relazione ai risultati elettorali, il 20 febbraio Marcos affermò "di essere in possesso di mezzi in grado di smantellare la macchina della disobbedienza civile, senza violare la Costituzione né alcuna legge, limitandosi a far applicare, col massimo rigore, ogni mezzo legale volto ad impedire disordini". Contrariate dall'andamento degli eventi, le truppe del RAM del colonnello Gregorio Honasan pianificarono un colpo di Stato contro il governo, su approvazione del ministro della Difesa Juan Ponce Enrile. L'obbiettivo iniziale del gruppo era quello di assalire il palazzo del Malacañang ed arrestare il Presidente. Le altre forze del gruppo avrebbero invece dovuto occupare impianti strategici come l'aeroporto di Manila, basi militari, stazioni TV/radio ed i principali snodi autostradali per limitare la controffensiva da parte delle truppe di Marcos. La ribellione del RAM si concretizzò, ma non l'assalto al palazzo presidenziale, poiché Marcos venne a sapere del complotto ed ordinò l'immediato arresto dei leader ribelli, identificati nei maggiori Saulito Aromin ed Edgardo Doromal. Una parte dell'esercito decise però che il momento di Marcos era ormai passato ed anche il generale Fidel Valdez Ramos – prima stretto collaboratore di Marcos, ma entrato in contrasto con lui nel corso della crisi – sostenne la defezione. Consapevoli di un loro imminente arresto, la sera del 22 febbraio Enrile e Ramos appoggiarono pubblicamente la pretesa di vittoria della Aquino e si schierarono dalla parte dell'opposizione. Poco più tardi anche Marcos organizzò una conferenza stampa, chiedendo ai due di "fermare questa stupidata" ed affermando di aver scoperto un tentato assassinio da parte del RAM nei suoi confronti.
Le rivolte popolari continuarono ininterrotte ed il 25 febbraio tre milioni di persone si radunarono nell'Epifanio de los Santos Avenue (da qui l'acronimo EDSA), un'importante via della capitale, in una contestazione pacifica armati di rosario e guidati dal cardinale Jaime Lachica Sin e da Corazon Aquino. Lo stesso giorno Marcos, seppur visibilmente indebolito dalla sua malattia, celebrò l'inaugurazione del suo quarto mandato dal balcone del Malacañang al fianco della moglie Imelda e ringraziò pubblicamente tutte le persone che lo avevano sostenuto nel corso dei suoi vent'anni di presidenza. Tuttavia anche l'opposizione organizzò l'inaugurazione di Corazon Aquino, presso il Club Filipino di Manila.
Dopo quattro giorni di manifestazioni il Presidente si ritrovò sempre più isolato e anche parte dell'esercito inviato da Marcos per sedare la rivolta si schierò dalla parte dei manifestanti. Fabián Ver, generale e capo delle Forze Armate rimasto sempre fedele al Presidente, chiese con insistenza a Marcos di dargli l'ordine di sparare ai militari liberatisi dal governo, ma questo rifiutò ostinatamente dichiarando che un bombardamento avrebbe messo a serio rischio la vita dei manifestanti. Infine il Presidente congedò con un saluto il generale, ringraziandolo per essere sempre rimasto al suo fianco. Con la situazione oramai incontrollabile e i sostenitori dell'opposizione che avevano occupato gran parte di Manila, il 25 febbraio 1986 Marcos fu costretto all'esilio forzato e la Aquino divenne Presidente.

### L'esilio nelle Hawaii e gli ultimi anni

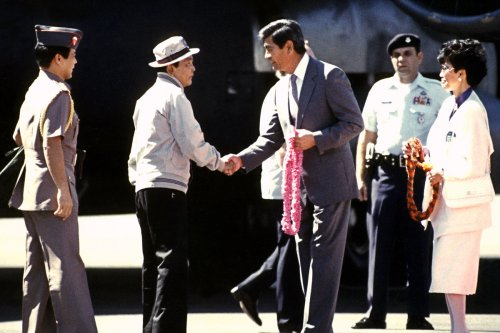
Ferdinand Marcos, appena atterrato nelle Hawaii, è accolto dal governatore locale George Ariyoshi e dalla moglie Jean, 26 febbraio 1986

Di fronte ad una situazione oramai incontrollabile, Marcos e la sua famiglia rimasero barricati nel palazzo del Malacañang. Apparve chiaro subito che gli Stati Uniti, un tempo alleati di Marcos, avevano deciso di appoggiare la rivoluzione popolare; il Presidente, rimasto sempre fedele alla nazione americana, cercò in tutti i modi di comunicare con la Casa Bianca per chiedere supporto ma quest'ultima aveva ormai deciso che era inutile cercare di prolungare la sua permanenza ed aveva spinto per una transizione pacifica del potere.
Il 25 febbraio 1986 telefonò al Senatore repubblicano del Nevada Paul Laxalt (uno degli alleati più stretti di Ronald Reagan), chiedendo consigli su come avrebbe dovuto agire. Tale chiamata si rivelò fondamentale per gli avvenimenti a venire. Marcos dichiarò che i media avevano proiettato un'immagine esagerata della rivolta e del sentimento popolare, ed espresse grande disapprovazione quando Laxalt gli consigliò di abbandonare la presidenza, poiché secondo il Senatore era "oramai arrivato il momento di lasciare". Dopo diverse ore di riflessione, nel pomeriggio del medesimo giorno Marcos chiamò il ministro Juan Ponce Enrile per richiedere un passaggio sicuro per la famiglia Marcos e stretti alleati come il generale Ver. Alle 21:00 la famiglia Marcos abbandonò la capitale Manila a bordo di quattro elicotteri Sikorsky S-61, diretta all'aeroporto di Clark situato nella parte meridionale dell'isola di Luzon. Su assistenza della United States Air Force, i Marcos salirono a bordo di aerei Lockheed C-130 Hercules verso la Andersen Air Force Base di Guam e infine verso la Hickam Field nelle Hawaii dove arrivarono il 26 febbraio. Successivamente Marcos e sua moglie Imelda vennero rilocati in una residenza a Honolulu. La notizia della fuga di Marcos fu per prima diffusa a Washington: l'ex Presidente rivelò più tardi a Blas Ople, suo stretto alleato e mandato negli Stati Uniti durante la rivoluzione a nome del governo filippino, di essere stato "pugnalato alle spalle" dalla Casa Bianca. In seguito alla fuga dei Marcos, il palazzo del Malacañang fu assalito da migliaia di sostenitori della rivoluzione, i quali buttarono giù i quadri dell'ormai ex Presidente e li bruciarono, oltre a ballare per ogni parte del palazzo. Fu saccheggiato anche il suo ufficio, dove furono ritrovati scaffali pieni di medicine ed apparecchi di dialisi con i quali Marcos si stava curando. Accorsero numerosi anche i simpatizzanti di quest'ultimo, i quali attribuirono le cause della sua caduta ai giornalisti stranieri "bugiardi" ed "invadenti".
Secondo alcune teorie, nel processo di fuga dal palazzo del Malacañang, Marcos sarebbe ingannato dagli Stati Uniti: egli avrebbe infatti accettato di abbandonare la capitale credendo che gli aerei americani lo avrebbero portato nella sua regione natia di Ilocos Norte, al riparo dalle proteste. Sempre secondo queste teorie, il Presidente Ronald Reagan e l'Ambasciata statunitense sarebbero stati complici dell'inganno. A supporto di tali affermazioni ci fu la testimonianza del colonnello Arturo Aruiza, aiutante di Marcos per diversi anni che lo seguì nel suo esilio per le Hawaii. Aruiza affermò che il 25 febbraio 1986, una volta arrivati all'aeroporto di Clark, il maggior generale Gordon Williams ed il brigadier generale Theodore Allen discussero con i Marcos i piani di riportare la famiglia nella regione di Ilocos Norte. Tuttavia, una presunta minaccia di attacco da parte di ribelli comunisti presenti nelle vicinanze portò ad annullare la partenza dei Marcos per Ilocos programmata per la mattinata seguente; la sera del 25 febbraio l'ambasciatore statunitense Stephen Bosworth ordinò il trasporto della famiglia Marcos a Guam, su ordine di Corazon Aquino. Diversi politici sostenitori della Aquino, come i senatori Rene Saguisag ed Aquilino Pimentel, confermarono il rifiuto del Presidente delle Filippine alla richiesta di Bosworth di trasportare la famiglia Marcos ad Ilocos. Tale episodio portò il figlio di Marcos, Ferdinand Jr., e i sostenitori dell'ex Capo di Stato ad affermare che quest'ultimo non fuggì dalle Filippine, ma fu bensì "rapito" dalle forze statunitensi e rimosso dalla carica senza il proprio consenso.
Nel 1987, durante la sua permanenza nelle Hawaii e due anni prima della morte, Marcos rilasciò una delle sue ultime interviste, in cui espose la propria idea sul futuro delle Filippine dopo l'esilio. L'ex Presidente si espresse così:
In seguito all'esilio di Marcos nelle Hawaii, il suo passaporto fu annullato dal governo di Corazon Aquino. Riferendosi alle proibizioni a lui imposte dal governo Aquino, nel gennaio 1987 Marcos dichiarò di sentirsi trattato "come un prigioniero" e di essere stato impedito di salire su qualsiasi aereo diretto nelle Filippine. Espresse inoltre il desiderio di poter ritornare nelle Filippine il più presto possibile, poiché considerava il paese "nel mezzo di una crisi". Durante questo periodo il governo Aquino iniziò infatti ad affrontare una serie di tentativi di golpe da parte di membri delle forze militari che causarono enorme instabilità politica. Non gli fu concesso il ritorno in patria neanche in occasione delle morti della sorella Elizabeth Marcos-Keon e della madre Josefa Edralin, avvenute rispettivamente nel 1986 e 1988. Il 16 maggio 1988, in un'intervista a Honolulu a poco più di una settimana dalla morte di Josefa Edralin, Marcos affermò: «Ho espressamente, esplicitamente detto queste poche parole: darò il mio supporto al governo Aquino per prevenire qualsiasi ribellione o colpo di Stato da parte dei comunisti. Sono contrario alla violenza, non ho intenzione di usare la violenza o di prendere il controllo del governo Aquino. Non c'è alcuna ragione per cui (Corazon Aquino) mi debba temere. [...] Mia madre è deceduta e desidero poter tornare a casa».
Durante la permanenza nelle Hawaii, la coppia si ritirò a vita privata. In svariate occasioni veniva intravista mentre svolgeva raduni settimanali in compagnia di conoscenti e amici oppure mentre impegnata in lussuose cene in alcuni dei ristoranti più costosi di Honolulu. Ciò nonostante, ad Honolulu i Marcos vissero una vita relativamente tranquilla, scossa solamente dalle visite di avvocati oppure di sostenitori filippini della famiglia. Nel 1988 Ferdinand ed Imelda furono imputati per storno di fondi dagli Stati Uniti – decine di immobili della coppia furono posti sotto sequestro, ma gran parte del loro patrimonio rimase intatto. Dopo l'annuncio, Marcos affermò di sentirsi tradito dal sistema degli Stati Uniti e di essere pronto al suo destino. Precedenti investigazioni effettuate negli Stati Uniti, Filippine e Giappone lo avevano assolto dalle accuse di corruzione. Poco prima di morire Marcos dichiarò che la storia avrebbe dato un buon giudizio sul suo operato. Nei suoi ultimi mesi di vita l'ex Capo di Stato ricevette la visita del vicepresidente Salvador Laurel, giunto ad Honolulu per fungere da mediatore. Come testimoniato anche dal magnate Enrique Zóbel, durante l'incontro Marcos si offrì di donare quasi la totalità del suo patrimonio al governo filippino in cambio della sua sepoltura a fianco della madre Josefa, ma l'offerta fu rifiutata dal governo Aquino.

### La morte e la lunga questione sulla sepoltura
Quando Marcos si dimise dalla carica, egli era già in età avanzata e afflitto da diversi problemi di salute. Inoltre il lupus aveva causato in lui un evidente declino fisico. Già dal 1988 fu costretto alla sedia a rotelle ed il 15 gennaio 1989 venne ricoverato d'urgenza all'Ospedale di Saint Francis di Honolulu per via di una grave forma di polmonite aggravata da ripetuti attacchi di asma bronchiale. Nonostante le regolari cure, le sue condizioni peggiorarono gradualmente nei mesi successivi. Nel giugno del medesimo anno, in seguito al collasso del suo fegato e ad una febbre, gli fu rimosso l'unico rene funzionante trapiantatogli cinque anni prima. L'operazione lo costrinse a ricorrere a frequenti dialisi e i medici lo curarono con l'utilizzo di un nuovo antibiotico. Per via di anomalie riscontrate nel suo battito cardiaco, gli fu applicato inoltre un pacemaker. Passò il suo settantaduesimo compleanno in compagnia della famiglia, ma le sue condizioni erano già disperate: aveva perso l'uso della parola ed era tenuto in vita dalle macchine. Marcos morì due settimane dopo, il 28 settembre 1989, a seguito dell'aggravarsi delle sue precarie condizioni di salute e dei problemi ai reni e ai polmoni, che gli causarono un fatale arresto cardiaco. Fu temporaneamente sepolto nell'isola hawaiana di O'ahu, nella cosiddetta Valley of the Temples, in un mausoleo privato che costituisce una replica dello storico tempio buddista detto Byōdō-in, che si erge a Uji e che fu edificato nel 1052 in quella che oggi è la prefettura giapponese di Kyōto. Corazon Aquino, che succedette Marcos alla Presidenza, si oppose subito alle richieste di riportare la salma in suolo filippino, dichiarando che tale manovra avrebbe potuto causare rivolte e instabilità politica.
Tuttavia, nel settembre 1993 la salma mummificata tornò nelle Filippine, a nord di Luzon, accolta all'Aeroporto Internazionale di Laoag da migliaia di sostenitori dell'ex Presidente, nonché dal vicepresidente Joseph Estrada. Il corpo fu trasportato da un volo charter della Continental Airlines proveniente da Guam, l'unico scalo consentito dopo la partenza dalle Hawaii, e successivamente fu trasportato a Batac. Qui si erge una tomba, il cui monumento è decorato in marmo nero e una voce narra le sue "eroiche gesta", con sottofondo una musica gregoriana. Il corpo di Marcos fu trasportato in un apposito mausoleo ad Ilocos Norte (regione in cui sorge il paese natale di Marcos, Sarrat), dove suo figlio, Ferdinand Jr., e sua figlia, Imee, sono diventati rispettivamente governatore locale e rappresentante del governo. La salma fu imbalsamata dall'anatomista Frank Malabed e sistemata in un'apposita camera refrigerata, dove è rimasta in esposizione pubblica dal 1993 al 2016. Alcuni quotidiani, come il Wall Street Journal, misero in serio dubbio l'autenticità della salma ed affermarono che si trattava presumibilmente di una statua di cera, ma ciò fu smentito dalla famiglia dell'ex Presidente. Nel corso degli anni successivi alla sua morte, i Marcos chiesero più volte l'organizzazione dei funerali di Stato e la sepoltura delle spoglie nel cimitero degli eroi (Libingan ng Mga Bayani), ma i governi seguenti non diedero la loro approvazione. Una nuova richiesta fu effettuata durante la presidenza di Benigno Aquino III, figlio di Corazon e Benigno Aquino Jr., il quale però non acconsentì.
Il governo di Rodrigo Duterte, presidente dichiaratosi apertamente "ammiratore" di Marcos, si è dimostrato invece favorevole alla sepoltura delle spoglie al Libingan ng Mga Bayani, ma ha lasciato la decisione finale alla Corte Suprema delle Filippine a seguito di petizioni lanciate da esponenti politici quali Edcel Lagman, Satur Ocampo ed Etta Rosales. Nel frattempo la nazione si è divisa in due: numerose sono state le manifestazioni da parte di gruppi di sinistra e presunte vittime della legge marziale per contrastare questa scelta, così come le iniziative lanciate da parte della figlia Imee e dai sostenitori di Marcos per appoggiare una possibile approvazione della Corte Suprema. Dopo tre mesi di attesa, il via libera dalla Corte Suprema è giunto il 9 novembre 2016 con 9 magistrati favorevoli alla sepoltura e 5 contrari, accompagnato dalla decisione del tribunale di rigettare tutte le obiezioni dei gruppi per la difesa dei diritti umani. I resti di Marcos sono stati portati in elicottero dalla sua città natale di Ilocos Norte a Manila il 18 novembre seguente, giorno stesso in cui è avvenuta a gran sorpresa la sepoltura al cimitero degli eroi, con gli onori militari. Alla cerimonia funebre, semplice e rigorosamente privata, vi erano presenti l'intera famiglia Marcos e stretti amici.

## Eredità politica
Dopo la sua morte il giudizio su Marcos nelle Filippine è migliorato.
Nel corso della sua carriera politica, Marcos si distinse anche per le numerose leggi ideate: molte di esse sono tutt'oggi ancora in vigore. Dal 21 settembre 1972 al 26 febbraio 1986, egli fu in grado di creare e far entrare in vigore un totale di 7 883 decreti presidenziali. Tra le migliaia di proclamazioni, decreti ed ordini esecutivi, solamente una minima percentuale fu abrogata, revocata, modificata o emendata.
Sia durante che dopo la sua amministrazione, Marcos fu lodato da molti contadini ed agricoltori per aver messo in vigore leggi a favore della classe agricola del Paese, e per averne migliorato le condizioni soprattutto durante il periodo della Nuova Società.
Nel bene e nel male, si tratta comunque di una figura che ha segnato indiscutibilmente la politica e la storia filippine del dopoguerra.

## Critiche e controversie
Nel corso della sua ventennale presidenza, Marcos fu accusato di aver rubato ingenti somme di denaro dalle tesorerie filippine. Tuttavia, secondo testimonianze della moglie di Marcos, Imelda Marcos, parte delle enormi ricchezze della famiglia sarebbero derivate dal tesoro di Yamashita, un presunto bottino di guerra saccheggiato dalle forze del generale Yamashita durante il secondo conflitto mondiale. Questa tesi fu sostenuta anche dal magnate Enrique Zóbel e dall'ex direttore di Caritas Manila Marcelino Tagle. L'oro di Yamashita fu il soggetto di un complesso procedimento legale avviato in una corte di Hawaii nel 1988 che vide coinvolti un cacciatore di tesori filippino, Rogelio Roxas, e Marcos. Roxas accusò Marcos di furto e violazione dei diritti umani per avergli presumibilmente rubato un tesoro ritrovato a Baguio negli anni settanta e per averlo fatto incarcerare e torturare. In seguito ad un lungo procedimento giudiziario, nel corso del quale morirono gli stessi Marcos e Roxas, la Corte Suprema hawaiiana ordinò un risarcimento nei confronti della famiglia di Roxas.

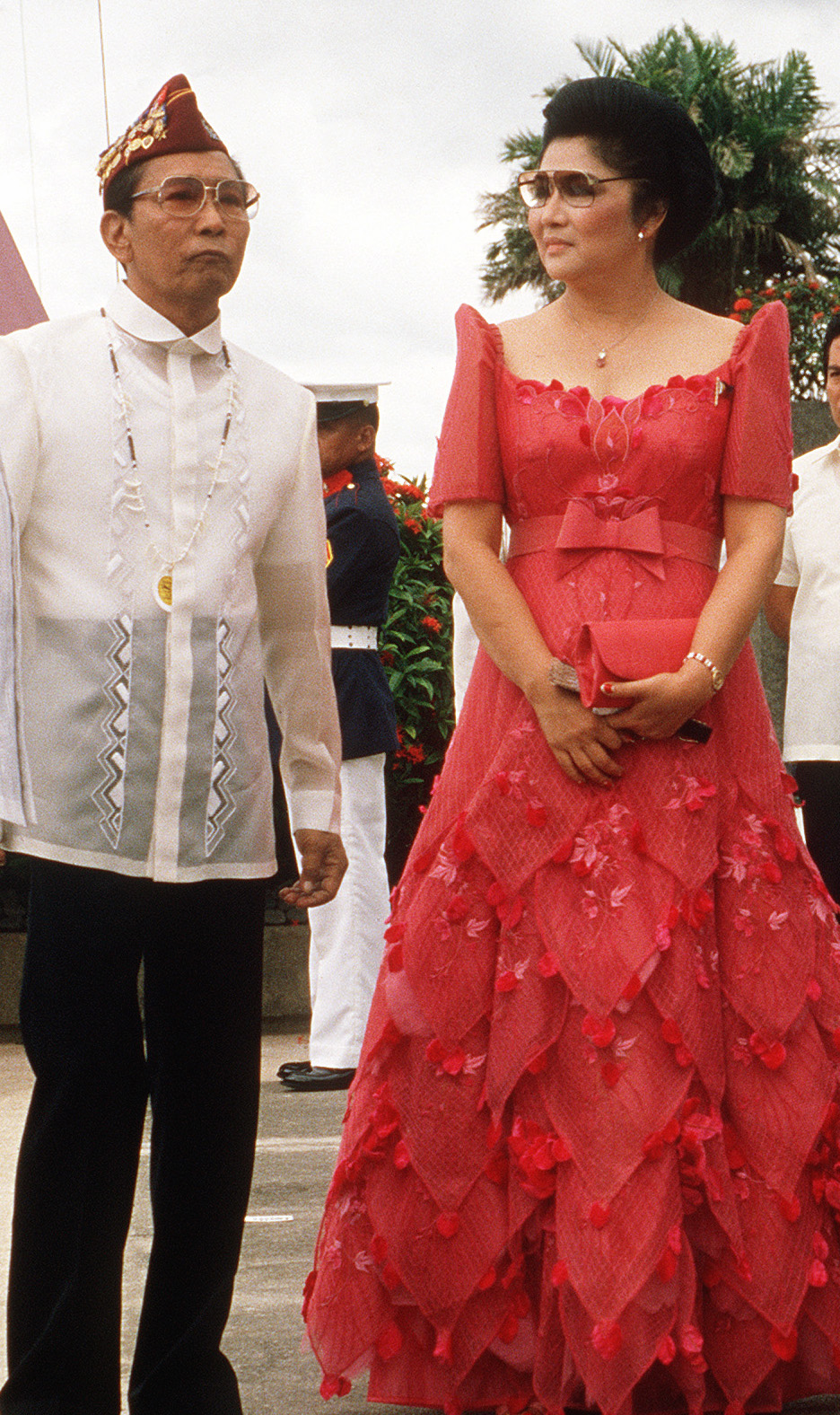
Ferdinand ed Imelda Marcos nel 1984

In particolare nell'ultima parte della sua amministrazione, fu accusato di aver effettuato storni di fondi pubblici (effettuati in previsione della fine del potere), ammontanti a miliardi di dollari del Tesoro filippino, che furono presumibilmente portati all'estero su conti bancari sicuri (in particolare in Svizzera e su depositi occulti riconducibili alla Credit Suisse). Inoltre, l'opposizione criticò il suo governo accusandolo di aver tollerato forme di nepotismo, che avvantaggiavano la famiglia e gli amici del Presidente.
Lo stesso Marcos affermò più volte di aver svolto l'occupazione di commerciante d'oro durante il suo periodo nell'esercito filippino e di aver perciò ammassato enormi quantità di denaro già prima del suo ingresso nello scenario politico del paese nel 1949. Tali affermazioni furono supportate nel 1992 dalla moglie Imelda, nel corso della campagna presidenziale di quest'ultima, la quale dichiarò che suo marito aveva accumulato oro durante le attività anti-nipponiche della seconda guerra mondiale e di averne utilizzato una parte per abbellire la residenza presidenziale e un'altra quantità per contribuire allo sviluppo del paese tra la fine degli anni sessanta e i primi anni settanta. Tali teorie furono tuttavia discreditate dagli oppositori della famiglia Marcos, in particolare gli Aquino, e nel corso dell'amministrazione di Corazon Aquino fu istituita una commissione, nota come Presidential Commission on Good Government, per sequestrare forzatamente le proprietà della famiglia. Tra i beni in questione vi erano dipinti di prominenti pittori, così come residenze negli Stati Uniti e nelle Filippine. La commissione, tuttavia, non godette di prestigio in seguito alle accuse di corruzione e furto di beni da parte di diversi suoi componenti. Attraverso il sequestro degli immobili dei Marcos e la loro vendita, in oltre due decenni di indagini il PCGG recuperò 4 miliardi di dollari.
Sin dall'esilio per le Hawaii, Ferdinand ed Imelda Marcos furono imputati per storno di fondi. Nel corso degli anni, l'ex Presidente negò fermamente qualsiasi attività di corruzione da parte sua e tutte le investigazioni effettuate nei suoi confronti lo avevano assolto dalle accuse di corruzione. Nel 1988 Ferdinand ed Imelda, assieme a Adnan Khashoggi, furono assolti da una grand jury di Manhattan da accuse di appropriazione indebita. Tra i difensori della coppia vi furono note personalità come Gerry Spence, Doris Duke, e George Hamilton.
Imelda Marcos fu assolta dagli Stati Uniti nel 1990 dalle numerose accuse di aver sottratto ingenti somme dal tesoro filippino ma condannata per corruzione in un processo intentato nelle Filippine nel 1995. Dopo quasi vent'anni di procedimenti legali, nel 2008 l'ex First Lady fu assolta definitivamente dalle accuse di aver sottratto 863 milioni di dollari da fondi pubblici.
La questione delle violazioni dei diritti umani è ancora oggi irrisolta. Non si sa esattamente quanta gente sia stata uccisa dalle forze del governo e dai militari durante i ventuno anni in cui Marcos rimase al potere. Negli anni novanta, presunte vittime di repressioni o loro parenti sopravvissuti avviarono un'azione legale negli Stati Uniti, accusando la famiglia Marcos di torture, esecuzioni e sparizioni perpetrate durante gli anni della legge marziale. Tuttavia, ad oltre vent'anni di distanza, mai nessuna corte ha pubblicato liste ufficiali di vittime confermate delle politiche di repressione.

## La famiglia Marcos

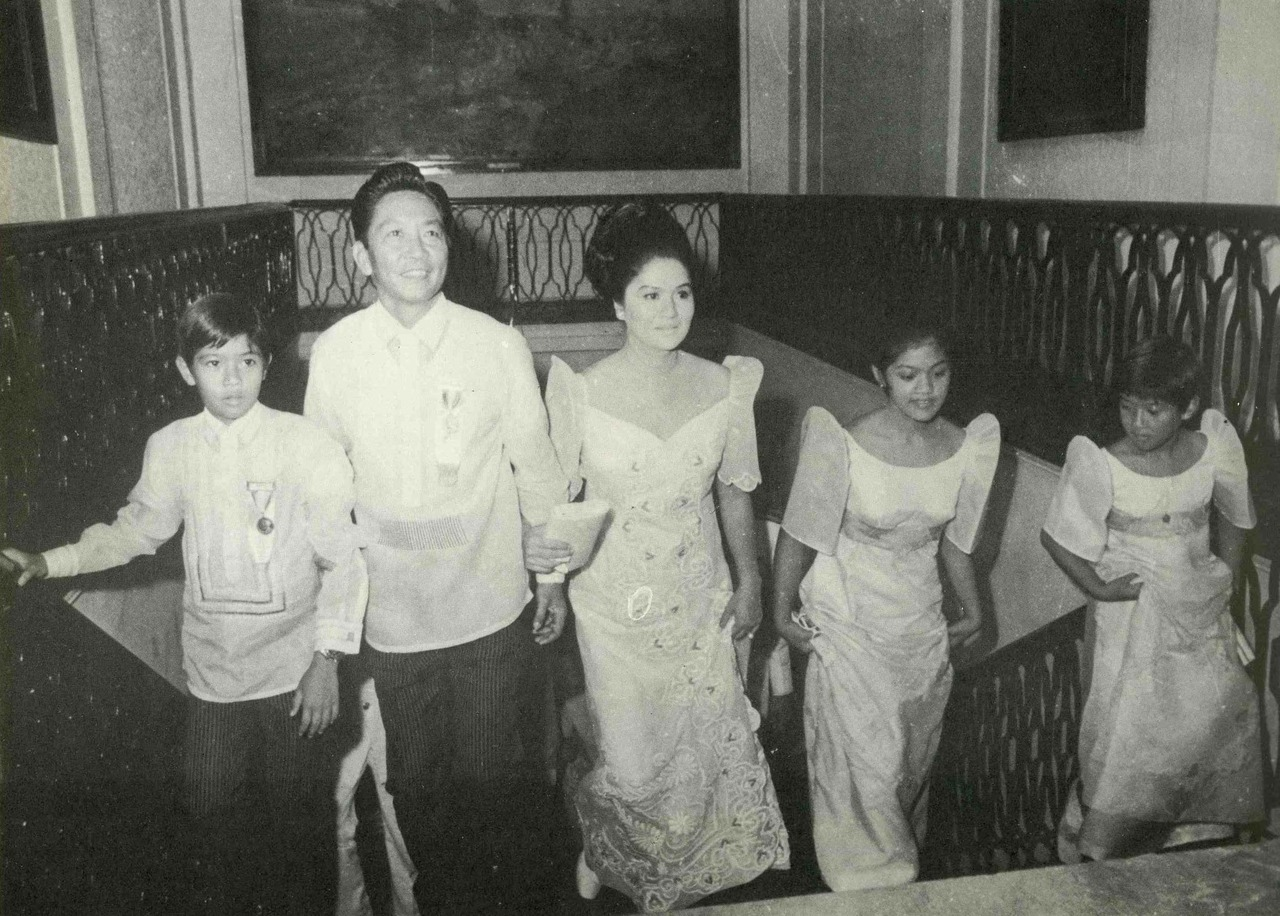
Ferdinand Marcos a fianco della moglie Imelda e dei figli mentre salgono le scale del palazzo di Malacañang, il 30 dicembre 1969

Marcos era il più grande dei quattro figli di Mariano Marcos e Josefa Edralin. Aveva un fratello minore, Pacifico (1919–), e due sorelle più giovani, Elizabeth (1921–1986) e Fortuna (1932–).
Conobbe Imelda Romualdez nell'aprile del 1953 in una sessione del Congresso, attraverso l'aiuto del deputato Daniel Romualdez, un cugino di Imelda. Durante quel periodo Marcos era uno degli astri nascenti del Partito Liberale, mentre Romualdez era una reginetta di bellezza che aveva partecipato a diversi concorsi a Tacloban e a Manila. Il corteggiamento nei confronti della donna durò solamente una settimana e Marcos sposò la Romualdez il 1º maggio 1953, dopo essersi convertito al cattolicesimo. In precedenza era un aglipayano, ossia credente nella Chiesa filippina indipendente.
Imelda e Ferdinand Marcos ebbero tre figli: Imee (1955), Ferdinand "Bongbong" Jr. (1957) ed Irene (1960). La coppia adottò anche Aimee (1978), una componente della famiglia Romualdez rimasta orfana in giovane età.

### Asse familiare
|             |             |             |             |               |               | Mariano Marcos | Mariano Marcos | Mariano Marcos       | Mariano Marcos       | Mariano Marcos       | Mariano Marcos       |                      |                      |                  |                  |                  |                  | Josefa Edralin | Josefa Edralin | Josefa Edralin  | Josefa Edralin  | Josefa Edralin  | Josefa Edralin  |                 |                 |  |  |                  |                  |                  |                  |                  |                  |  |  |                |                |                |                |                |                |  |  |
|             |             |             |             |               |               | Mariano Marcos | Mariano Marcos | Mariano Marcos       | Mariano Marcos       | Mariano Marcos       | Mariano Marcos       |                      |                      |                  |                  |                  |                  | Josefa Edralin | Josefa Edralin | Josefa Edralin  | Josefa Edralin  | Josefa Edralin  | Josefa Edralin  |                 |                 |  |  |                  |                  |                  |                  |                  |                  |  |  |                |                |                |                |                |                |  |  |
|             |             |             |             |               |               |                |                |                      |                      |                      |                      |                      |                      |                  |                  |                  |                  |                |                |                 |                 |                 |                 |                 |                 |  |  |                  |                  |                  |                  |                  |                  |  |  |                |                |                |                |                |                |  |  |
|             |             |             |             |               |               |                |                |                      |                      |                      |                      |                      |                      |                  |                  |                  |                  |                |                |                 |                 |                 |                 |                 |                 |  |  |                  |                  |                  |                  |                  |                  |  |  |                |                |                |                |                |                |  |  |
|             |             |             |             | Imelda Marcos | Imelda Marcos | Imelda Marcos  | Imelda Marcos  | Imelda Marcos        | Imelda Marcos        |                      |                      | Ferdinand Marcos     | Ferdinand Marcos     | Ferdinand Marcos | Ferdinand Marcos | Ferdinand Marcos | Ferdinand Marcos |                |                | Pacífico Marcos | Pacífico Marcos | Pacífico Marcos | Pacífico Marcos | Pacífico Marcos | Pacífico Marcos |  |  | Elizabeth Marcos | Elizabeth Marcos | Elizabeth Marcos | Elizabeth Marcos | Elizabeth Marcos | Elizabeth Marcos |  |  | Fortuna Marcos | Fortuna Marcos | Fortuna Marcos | Fortuna Marcos | Fortuna Marcos | Fortuna Marcos |  |  |
|             |             |             |             | Imelda Marcos | Imelda Marcos | Imelda Marcos  | Imelda Marcos  | Imelda Marcos        | Imelda Marcos        |                      |                      | Ferdinand Marcos     | Ferdinand Marcos     | Ferdinand Marcos | Ferdinand Marcos | Ferdinand Marcos | Ferdinand Marcos |                |                | Pacífico Marcos | Pacífico Marcos | Pacífico Marcos | Pacífico Marcos | Pacífico Marcos | Pacífico Marcos |  |  | Elizabeth Marcos | Elizabeth Marcos | Elizabeth Marcos | Elizabeth Marcos | Elizabeth Marcos | Elizabeth Marcos |  |  | Fortuna Marcos | Fortuna Marcos | Fortuna Marcos | Fortuna Marcos | Fortuna Marcos | Fortuna Marcos |  |  |
|             |             |             |             |               |               |                |                |                      |                      |                      |                      |                      |                      |                  |                  |                  |                  |                |                |                 |                 |                 |                 |                 |                 |  |  |                  |                  |                  |                  |                  |                  |  |  |                |                |                |                |                |                |  |  |
|             |             |             |             |               |               |                |                |                      |                      |                      |                      |                      |                      |                  |                  |                  |                  |                |                |                 |                 |                 |                 |                 |                 |  |  |                  |                  |                  |                  |                  |                  |  |  |                |                |                |                |                |                |  |  |
| Imee Marcos | Imee Marcos | Imee Marcos | Imee Marcos | Imee Marcos   | Imee Marcos   |                |                | Ferdinand Marcos Jr. | Ferdinand Marcos Jr. | Ferdinand Marcos Jr. | Ferdinand Marcos Jr. | Ferdinand Marcos Jr. | Ferdinand Marcos Jr. |                  |                  | Irene Marcos     | Irene Marcos     | Irene Marcos   | Irene Marcos   | Irene Marcos    | Irene Marcos    |                 |                 |                 |                 |  |  |                  |                  |                  |                  |                  |                  |  |  |                |                |                |                |                |                |  |  |

### Le amanti e i figli illegittimi
A Marcos furono attribuite diverse amanti, principalmente attrici e modelle. Nel 1968 conobbe l'attrice statunitense Dovie Beams, arrivata nelle Filippine per girare il film Maharlika (un film biografico sulle esperienze di Marcos nell'esercito filippino) e con la quale ebbe una relazione segreta di due anni. Il loro rapporto sentimentale fu rivelato dalla stessa Beams, che prima di lasciare definitivamente il paese nel 1970, pubblicò delle registrazioni audio in cui parevano impegnati in atti sessuali. L'attrice affermò di avere timori sulla sua sicurezza in seguito a diverse minacce di morte ricevute, e di aver rivelato la loro relazione per cercare protezione. Quando la notizia divenne pubblica scoppiò uno scandalo, che terminò solamente con il ritorno dell'attrice negli Stati Uniti nel 1970.
Anche se il numero effettivo delle donne con cui intrattenne relazioni non è certo, si ipotizza che ebbe almeno due figli illegittimi. Un maschio sarebbe nato il 15 giugno 1939 da una sua cugina, Maria Cristina Edralin, e Marcos lo avrebbe fatto nominare Louis Pineda Reyes per proteggere la sua vera identità. Una figlia, di nome Analisa Josefa Hegyesi (Josefa era il nome della madre di Marcos), sarebbe nata da una relazione nei primi anni settanta con una modella australiana di origini ungheresi, Evelin Hegyesi. Nel 2001 un certo Edilberto Marcos affermò di essere un figlio illegittimo dell'ex Presidente, ma le sue dichiarazioni si rivelarono false.
Diverse teorie lo indicarono inoltre come il padre biologico di Grace Poe, figlia adottiva degli attori Fernando Poe Jr. e Susan Roces. Tali teorie consideravano Grace Poe come frutto di una relazione extraconiugale tra Marcos e la sorella di Susan Roces, l'attrice Rosemarie Sonora; per evitare uno scandalo nazionale, il Presidente filippino avrebbe chiesto ai genitori adottivi di Poe di prendersi cura della neonata. In seguito all'elezione nel Senato della Poe nel 2013 ed al riemergere di queste speculazioni, la stessa Senatrice negò le teorie che la volevano come figlia illegittima di Marcos. In riferimento alla presunta parentela con Marcos, la Poe affermò inoltre di non ritenere necessario alcun test del DNA e di aver ricevuto conferma da parte della madre adottiva riguardo alla falsità di tali affermazioni. Le teorie sulla presunta parentela riemersero nuovamente durante le elezioni presidenziali del 2016.

## Marcos nella cultura di massa

### Filmografia
- Iginuhit ng Tadhana (biografico, 1965) di Jose De Villa: ricostruisce la vita di Marcos sino alla sua elezione. Attraversa le fasi principali della vita del politico e militare ilocano, dall'infanzia all'incontro con Imelda Marcos
- Maharlika (1986) di Jerry Hopper: ricostruisce il periodo nell'esercito filippino di Ferdinand Marcos
- A Dangerous Life (biografico, 1988) di Robert Markowitz: attraversa tutte le fasi fondamentali, politiche e familiari, della vita di Marcos, dall'assassinio di Benigno Aquino Jr. alla rivoluzione del Rosario

### Altro
- Here Lies Love (musical, 2014): ricostruisce la vita di Imelda Marcos, dalla sua gioventù alla rivoluzione del Rosario. Ferdinand Marcos è interpretato dal cantante Mark Bautista